# Iglesia de San Esteban (Aramil)
La iglesia de San Esteban de Aramil, de San Esteban de los Caballeros y de San Esteban de Tabladiello es un templo católico dependiente de la Archidiócesis de Oviedo en Asturias, España. Está situada en el concejo asturiano de Siero, entre las localidades de Rebollada y Tras la Cuadra y en una zona llana bastante amplia. Está a unos seis kilómetros de Pola de Siero y a veintidós de Oviedo por la carretera N-634. La desviación a la derecha está indicada en ella, en sentido Santander, pasado Pola de Siero.
Este templo ya aparecía mencionado como «Templo de San Esteban» en el Libro becerro de don Gutirre con el nombre de San Esteban de Tabladiello en el que también se citan los capellanes que tenían derecho a una parte de los diezmos de la iglesia. Debido a que hay varios nombres para referirse a esta iglesia, como San Esteban de Tabladiello, que pasó a ser la denominación de un barrio de la parroquia, o San Esteban de los Caballeros, dejó de usarse el término «Aramil» para referirse a la iglesia. El nombre de «Aramil» no volvió a usarse hasta mediados del siglo XVIII.

## Historia

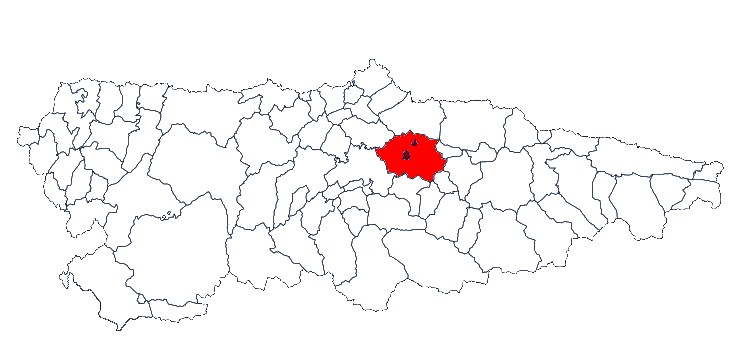
Ubicación del concejo de Siero. Aramil está en el centro-este.

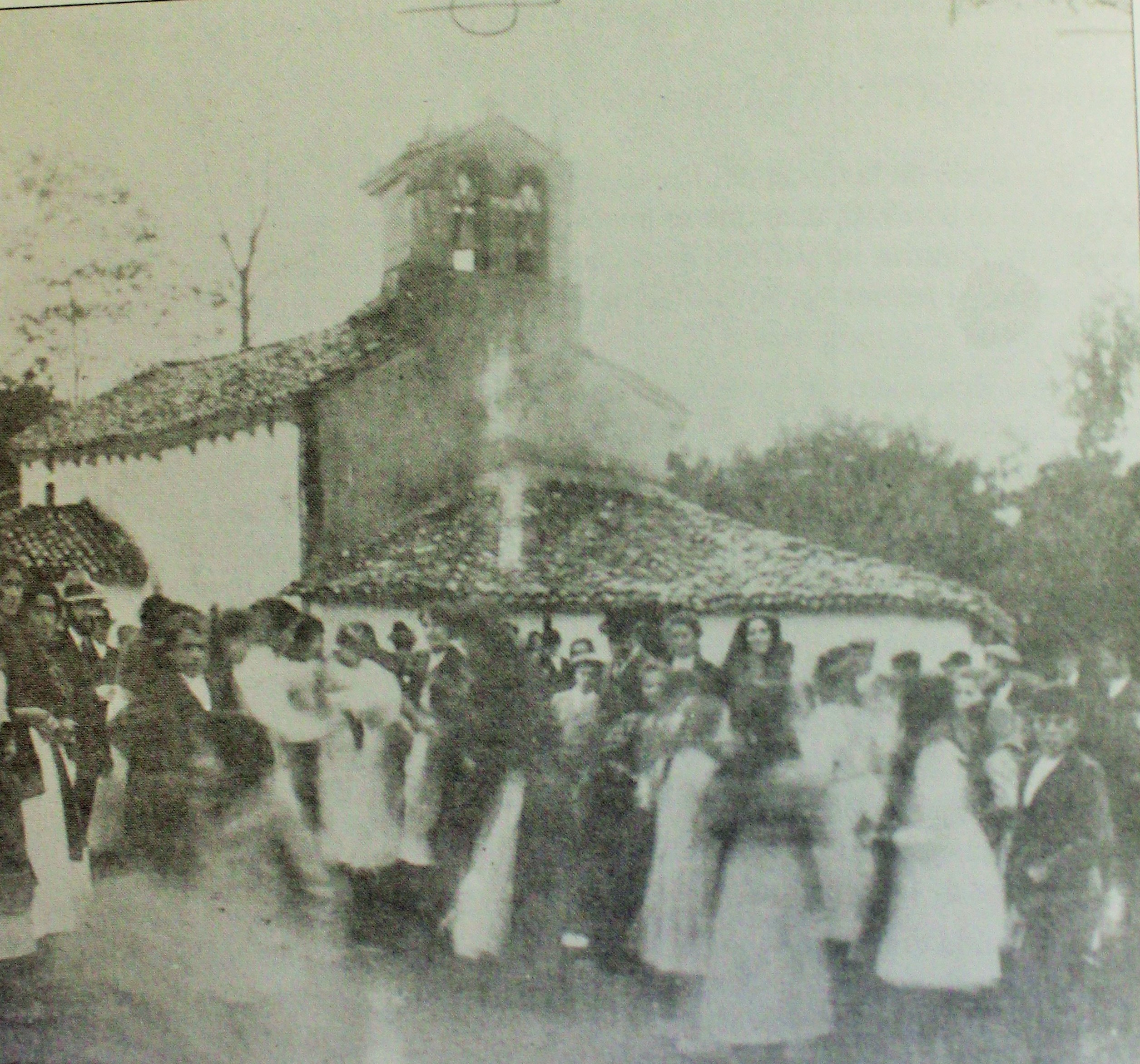
Iglesia de San Esteban de Aramil tal como era en 1883.

Se trata de un templo de origen románico de cuya fundación no se conservan datos. El primer escrito en el que aparece mencionado es un documento medieval de 1178 donde Sancha González vendió a Álvaro Díaz la parte que a ella le correspondía por herencia en las zonas de Perales, Feleches, Corte y Aramil por quince maravedíes buenos. La documentación de estas compraventas y cambios de propietarios están referenciadas en el Libro Becerro del monasterio de Valdediós. Igualmente aparece una donación de bienes que hacen Álvaro Díaz y su esposa a favor del mismo monasterio en la persona de su, entonces, abad don Nuño, así como otras posesiones colindantes con Aramil, Feleches y San Esteban y alguno más, el 19 de mayo de 1204 donde figura por primera vez el nombre de «Alamir». Aunque solamente figuraban un par de ellos, los estudiosos del románico afirman que en el documento de donación del año 1204 se incluían otros territorios más, cercanos a los anteriores, ya que según estudios monográficos acerca de Aramil, Álvaro Díaz, de la Casa de Noreña, era propietario de una gran cantidad de terrenos en la parte central de Asturias, incluidas sus iglesias. En la lista de estos predios es donde aparece por vez primera el topónimo San Esteban. Sin embargo no aparece en el escrito del año 1178 lo que puede significar que su construcción tuvo lugar entre los años 1178 y 1204.
El templo de San Esteban también figuraba mencionado en el libro becerro del obispo de Oviedo y conde de Noreña, Gutierre de Toledo, estudioso y prolífico obispo que escribió el Libro de los Privilegios en 1382, el Libro de la regla colorada en 1383, de 155 hojas de pergamino, y El Libro Becerro en 1385 en 455 hojas también de pergamino. La iglesia aparece con distintas denominaciones como «San Esteban de Tabladiello» y «San Esteban de los Caballeros». Los patronos que se mencionan en el Libro Becerro pertenecían en su mayoría a la «Casa de Noreña» según documentos existentes en la Catedral de Oviedo y de estos nobles caballeros procedía el nombre de San Esteban de los Caballeros.
Existen dos teorías acerca de su fundación: la primera afirma que la iglesia es el único resto que queda de un complejo monástico, y la segunda que fue edificada con carácter mitad rural, mitad palaciego y como capilla dependiente de alguna casa nobiliaria que habría en las proximidades y que después se convirtió en iglesia parroquial; de ahí su otro título de San Esteban de los Caballeros. Fue restaurada en el año 1958 por iniciativa y a expensas de José Martínez Canteli, empresario nacido en Aramil y que hizo fortuna en México. A la vez, se amplió el cementerio que tiene enfrente y fue declarada Bien de Interés Cultural con categoría de «Monumento» el 23 de marzo de 1960, por Decreto publicado en el Boletín Oficial del Estado (BOE) del 29 de junio de 1960.

## Arquitectura
La iglesia presenta los rasgos clásicos de la arquitectura románica. Posee una nave única de planta rectangular seguido por un tramo recto de menor anchura que la nave y finalizado por una capilla y un ábside de planta semicircular en el extremo oriental de la construcción. El techo es de madera con vertientes a «dos aguas». El acceso principal, abierto a occidente, se enmarca en una fachada en hastial sin el habitual arimez o cuerpo resaltado y está rematada por una espadaña de dos huecos. El material empleado en la mayor parte de la iglesia es de mampostería siendo el «mampuesto principal» piedras de todo tipo, regulares e irregulares. Solamente se utilizaron sillares muy bien labrados y trabajados en las partes principales de apoyo y donde estaban las cargas mayores como las portadas, las esquinas, las ventanas y otros vanos.

Detalles de la iglesia
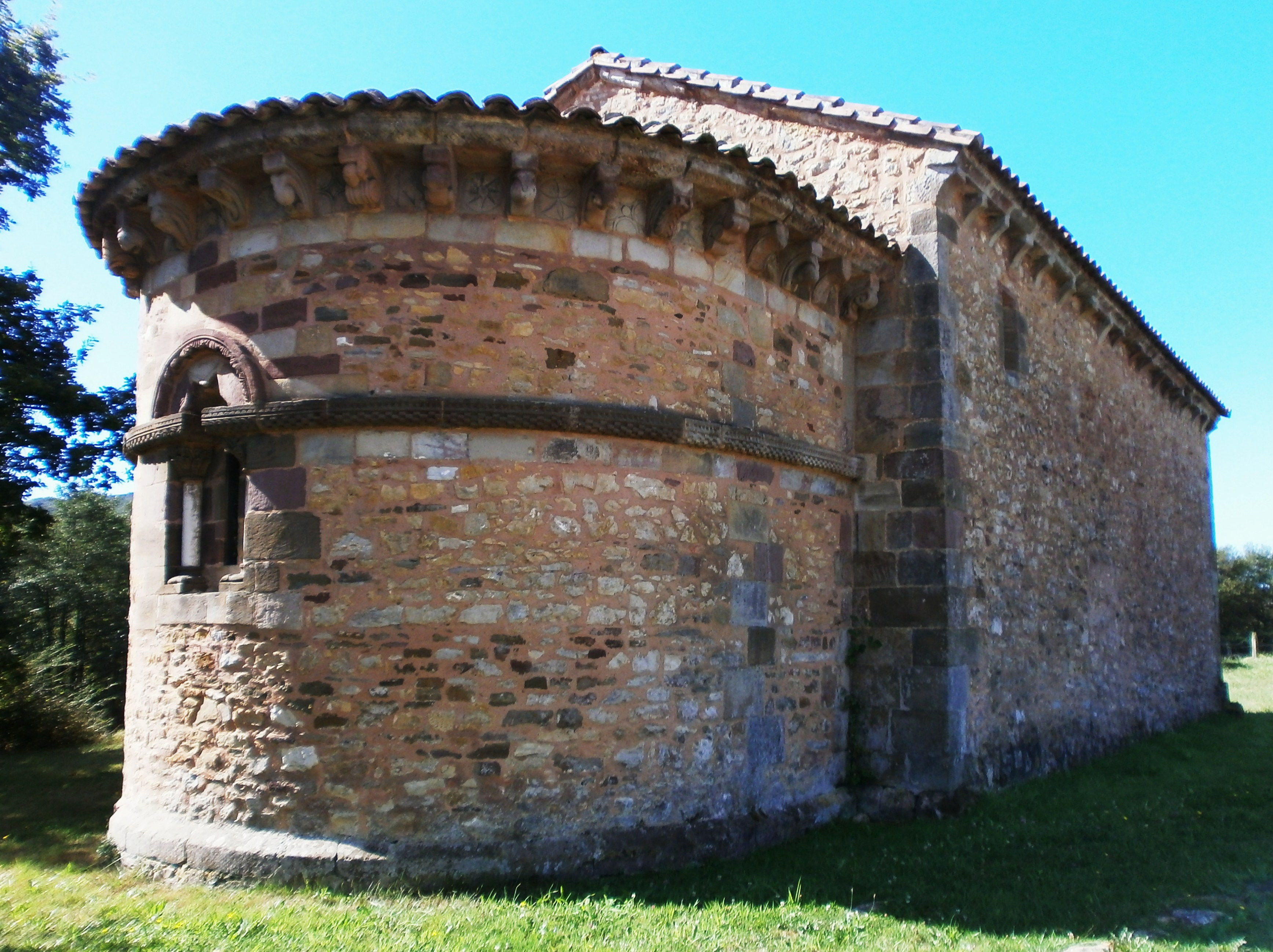
Ábside hacia el este.
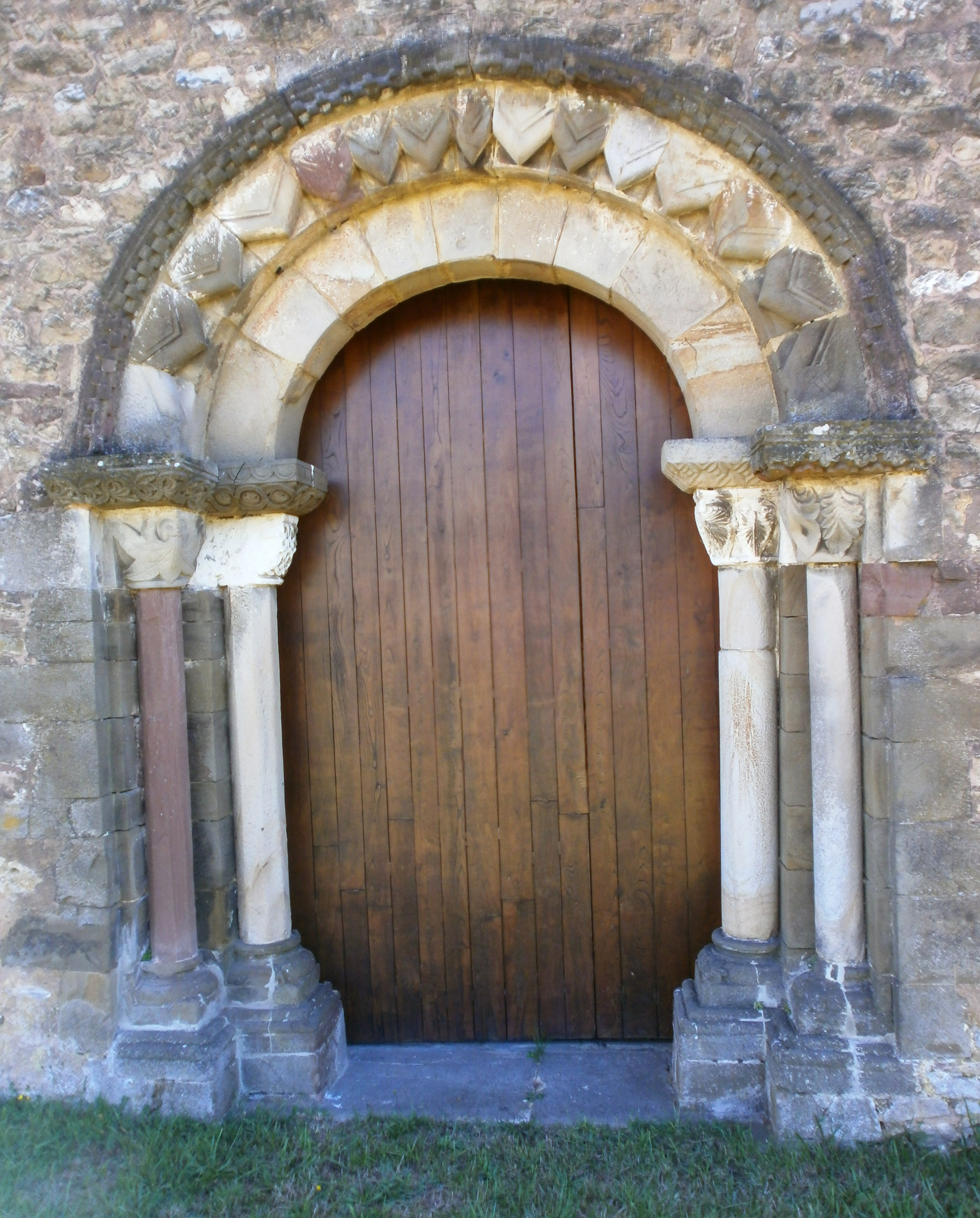
Puerta principal.
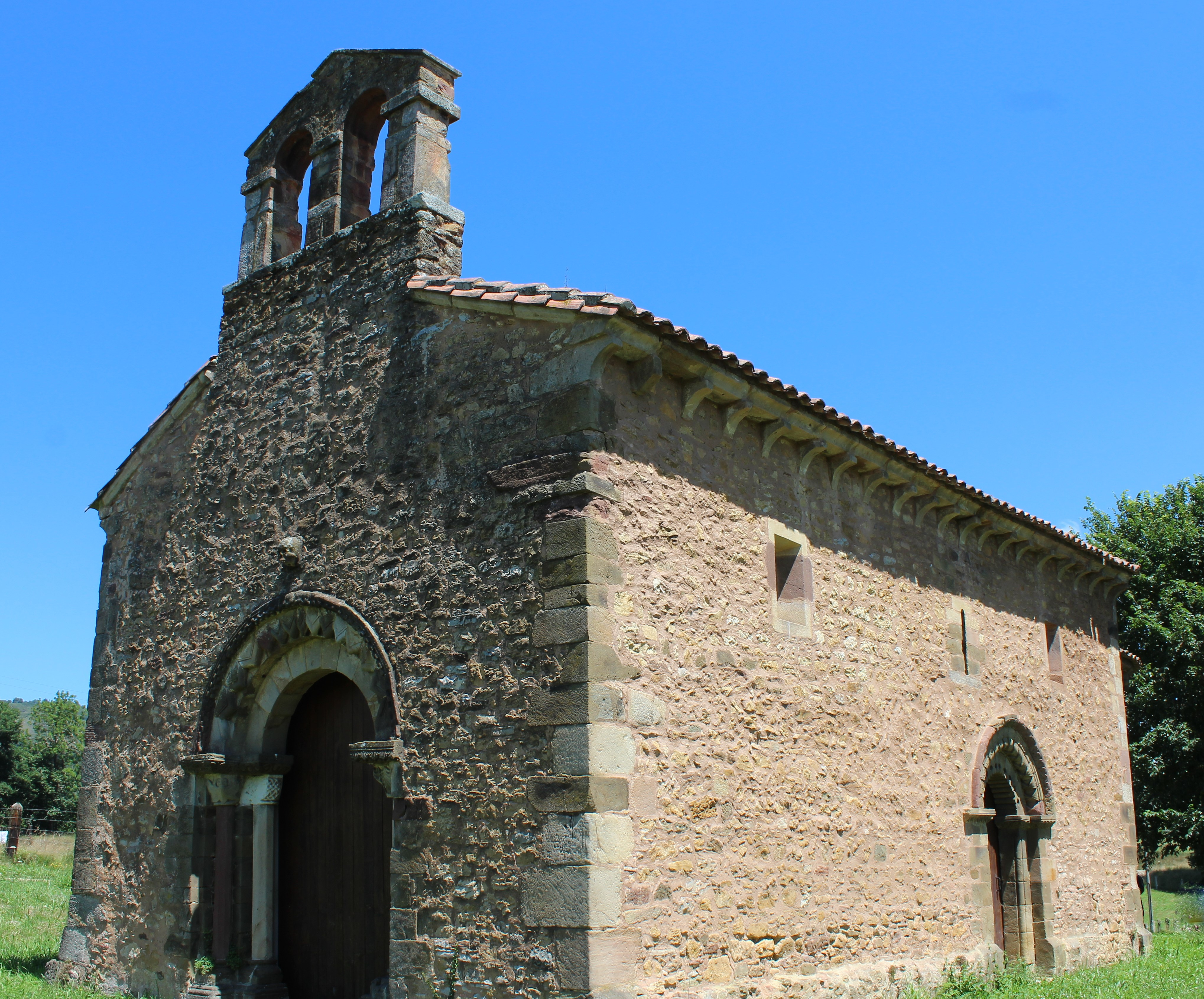
Fachada suroccidental.
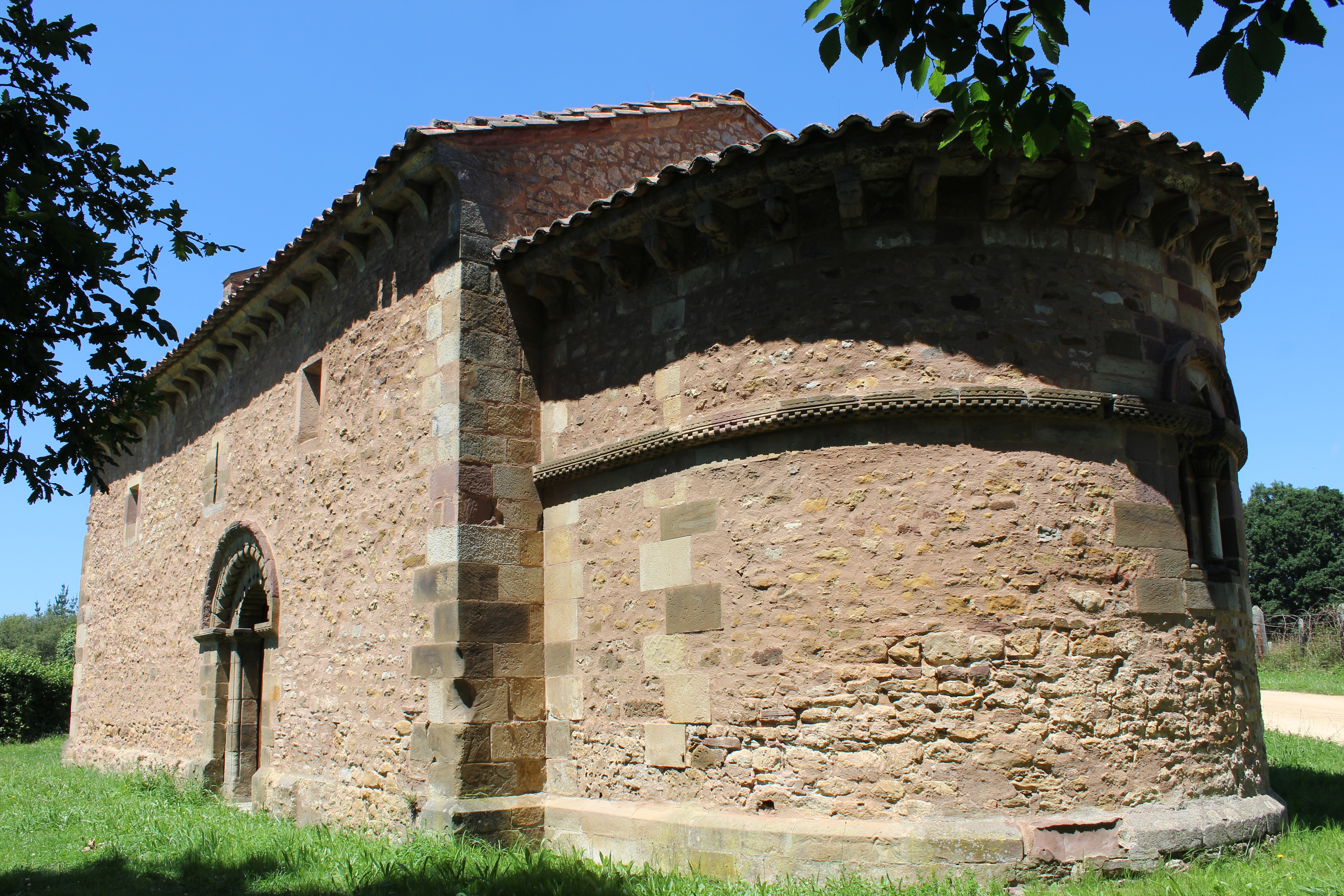
Fachada suroriental.
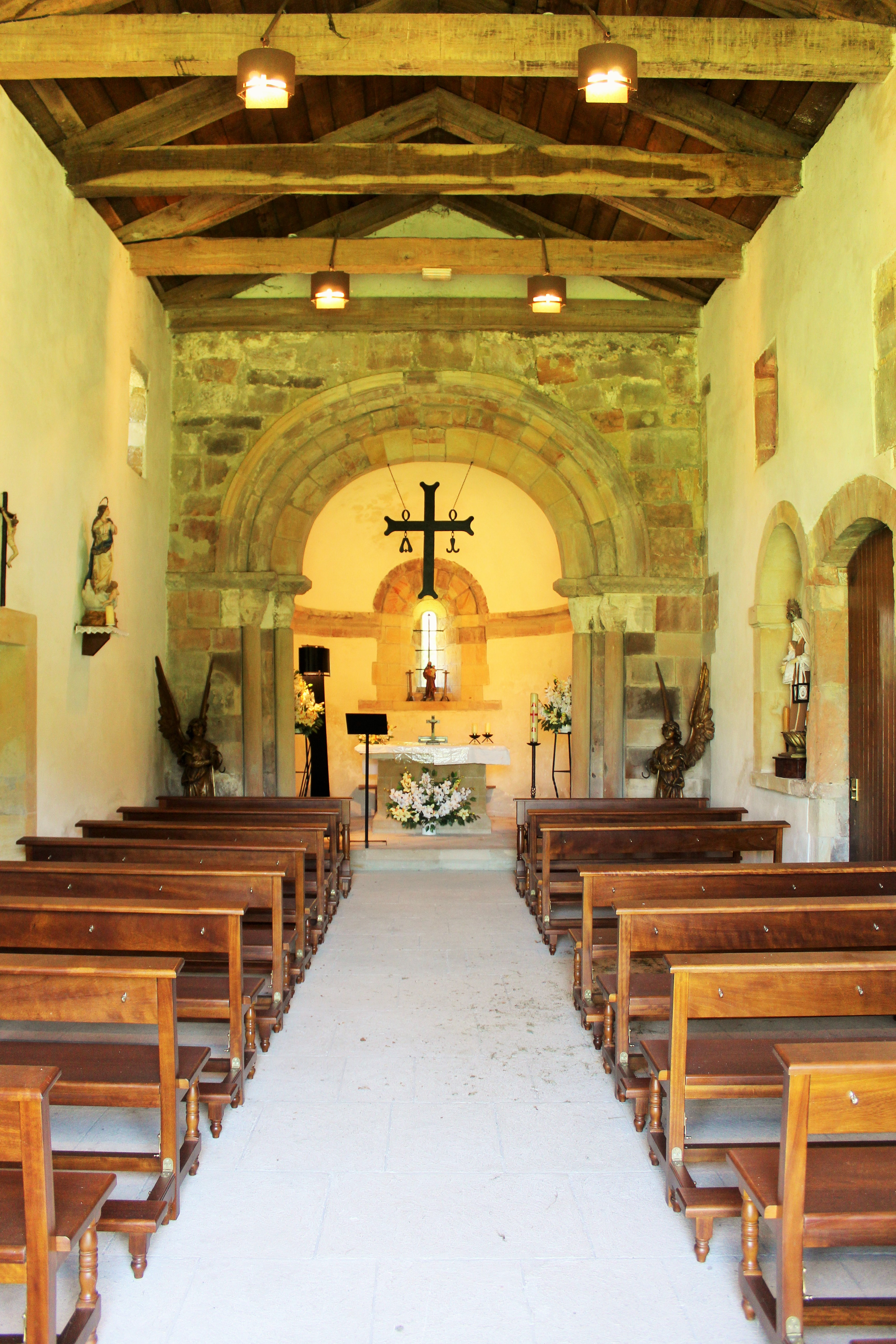
Interior del templo.
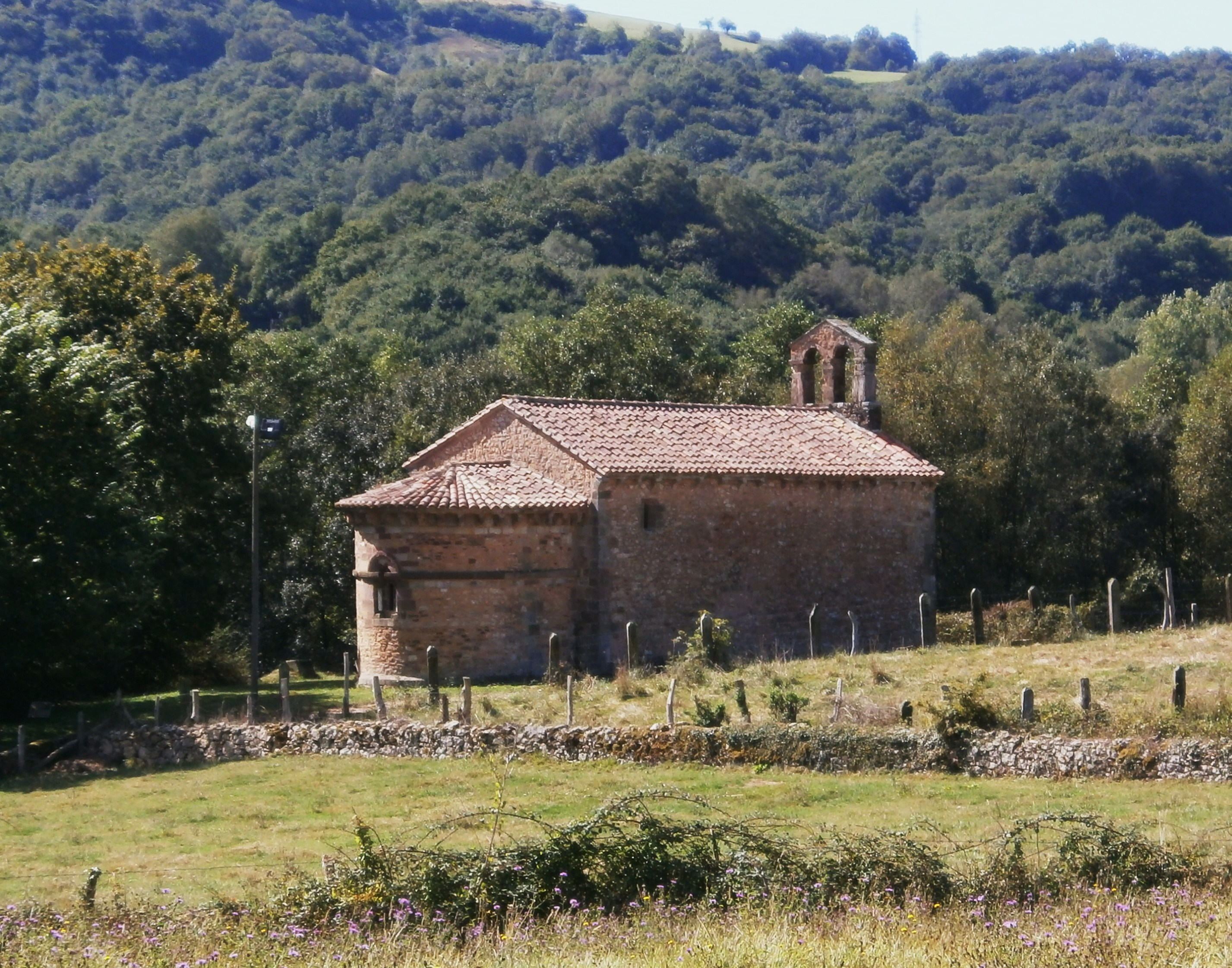
La iglesia en el llano.

De las dos arquivoltas semicirculares de la puerta principal, la exterior está decorada con motivos en zigzag y la interior, que es lisa, está construida con dovelas muy bien terminadas. En el muro sur hay abiertas tres aspilleras. Dos de ellas —las extremas— tienen la apertura hacia el exterior y la central, muy estrecha, lo tiene hacia el interior. También hay una puerta en este muro sur, más sencilla que la principal pero igualmente es de gran categoría. La fachada al norte es muy sencilla, como ocurre en la mayoría de estas edificaciones y la única explicación es que esta orientación es la que soporta las adversidades climáticas más duras. No tiene puertas y solamente dispone de una pequeña ventana, a bastante altura, que da al altar mayor.
Respecto a la zona interior, la estructura soporte de la nave principal (vigas, puntales, tornapuntas, etc.) es de madera y está cubierta también por una techumbre de madera protegida del exterior por sencillas tejas de arcilla. Al norte había una puerta que comunicaba el templo con la sacristía pero en la actualidad ya no existe. Por comparación de las características similares de este templo con las de Amandi, Langreo y Mieres así como las de otros templos más cercanos situados en el entorno de Villaviciosa como son los de Lugás y Narzana parece lógico deducir que fueron edificadas en el mismo taller del cantero que construyó San Esteban de Aramil y que, además, estaban relacionados con el mencionado convento cisterciense. En el templo había una imagen de la Virgen María de estilo tardorrománico que actualmente se encuentra en el Museo de la Iglesia de Oviedo.
Cabe diferenciar la ornamentación escultórica cuatro elementos: La puerta principal o pórtico de la gloria orientada a poniente, que es el más trabajado y decorado de los dos que tiene la iglesia, la de la fachada sur que está menos decorada, el ábside con ventana de dos columnas y que está orientado a levante y el muro del lado norte que es el más sencillo ya que solo tiene una ventana.
Finalmente es necesario destacar la existencia de «talleres ambulantes», también llamados «grupos comarcales», que según algunos historiadores tenían como área de influencia la zona geográfica del centro-este de Asturias, que influyeron, sobre todo, en el aspecto ornamental y crearon una tipología muy concreta en toda esta zona y homogeneizaron varios templos y palacios dentro de la arquitectura románica de Asturias entre los cuales se encuentra San Esteban de Aramil.

### Portada principal

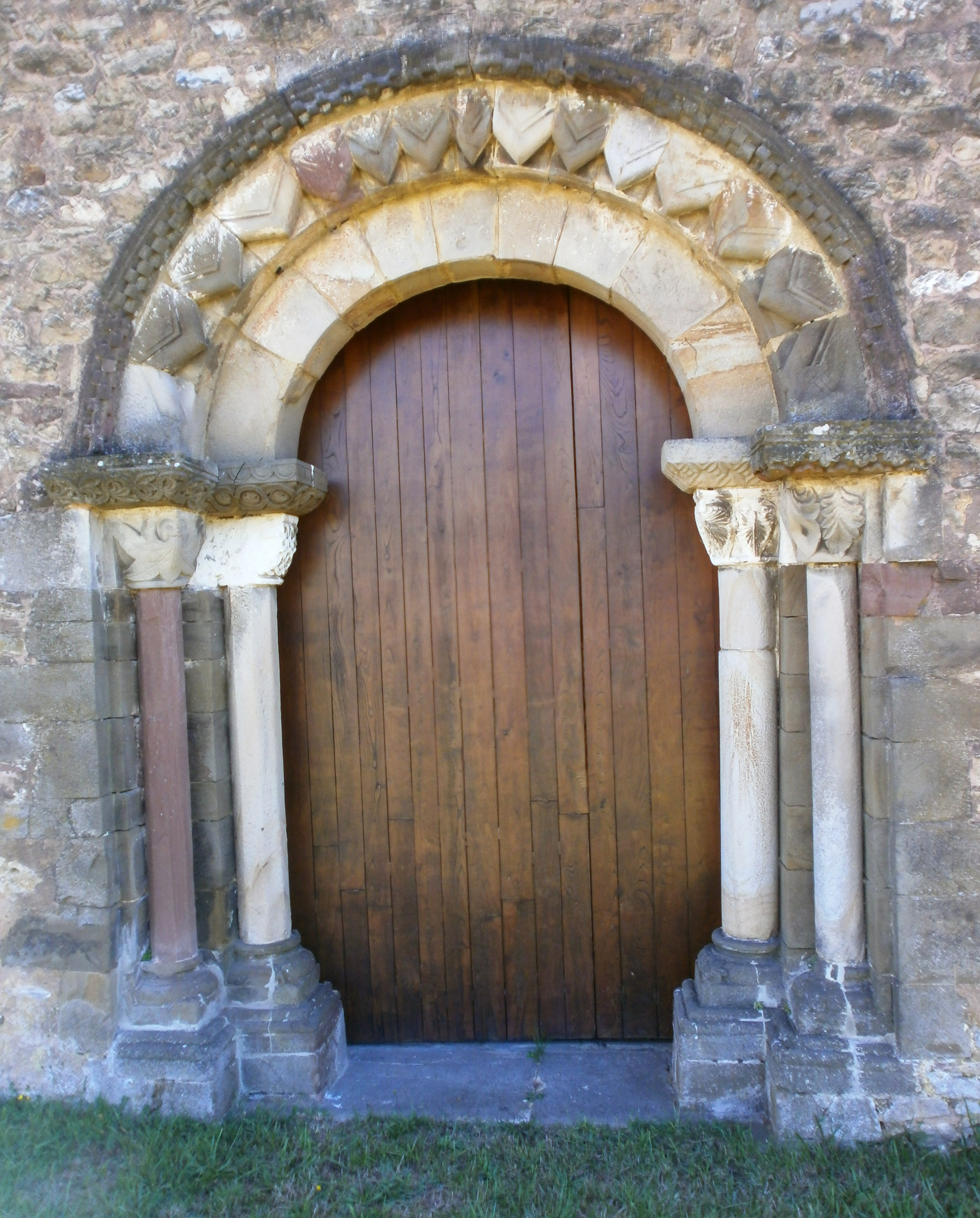
Portada principal.

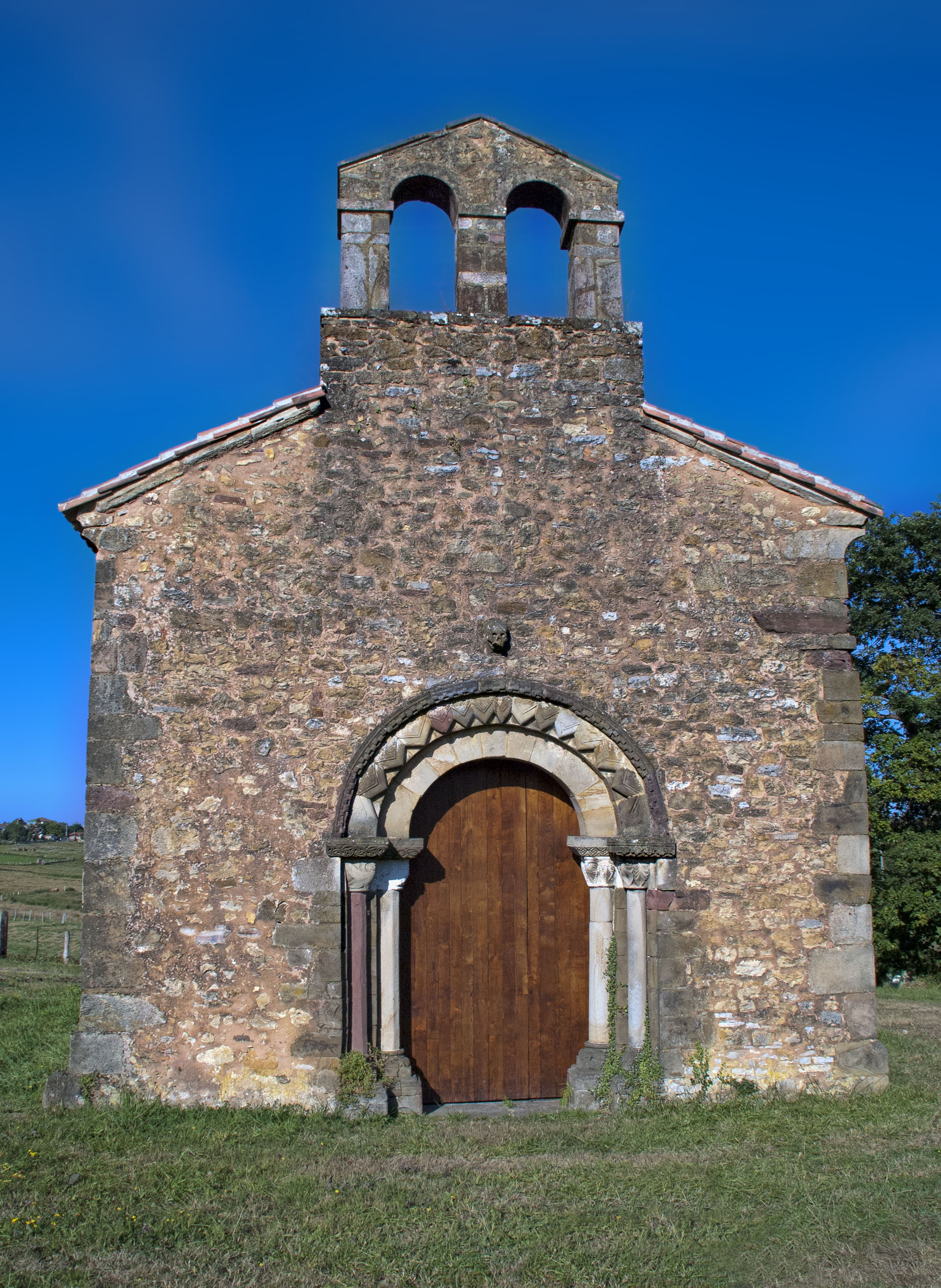
Fachada a occidente.

La portada principal, también llamada «pórtico de la gloria», orientada a occidente, está compuesta por un arco de medio punto con dos arquivoltas que se apoyan en dos pares de columnas apoyadas en sendas basas decoradas con hojas, un par a cada lado y guardapolvo superior, también llamado «polsera». El guardapolvos de esta iglesia, que en este caso también tiene la forma de arco de medio punto y carente de tejaroz, está decorado con taqueado jaqués o ajedrezado, que es un tipo de ornamentación basado en pequeños cilindros alineados que se encuentra en edificios románicos, tanto en frisos como en arquivoltas de puertas y ventanas. Otros nombres que se dan a esta decoración son «ajedrezado», «billetes», «tacos», «escaqueado» o «dados».
Cada arquivolta se apoya en dos columnas y tiene por encima de las arcadas una calavera que corona todo el pórtico. Estas columnas, que soportan sendos capiteles cada una, están formadas por fustes que tienen esculpidas flores de lis y están apoyados sobre plintos. Los capiteles fueron calcinados en el último incendio de la iglesia pero sus detalles son visibles en fotos anteriores a este y antes de reparar la techumbre, tomadas por el historiador Magín Berenguer.
En la parte superior del pórtico se colocó una calavera, durante la restauración que se llevó a cabo en 1961, en el hueco que dejaron dos vigas de madera que se quemaron. La calavera estaba situada anteriormente en el cementerio y se colocó durante las obras de ampliación que se llevaron a cabo. Esta calavera fue encontrada anteriormente en la parte izquierda del frente de la nave, durante los trabajos de desescombro del piso de la iglesia. Respecto a su procedencia, los historiadores barajan dos posibilidades: una es que proviniera del antiguo cementerio románico que estaba situado en el interior de la iglesia; otra es que fuera la piedra de apoyo de dos vigas antes del incendio de la iglesia.

### Las impostas
Las impostas, son piezas que marcan la línea divisoria entre un elemento arquitectónico sustentador, como pueden ser una columna, un pilar o un muro, y otro sustentado, como un arco o una bóveda. Las de la iglesia de San Esteban de Aramil llaman la atención por la «perfección de su ejecución y por su originalidad». Lo que destaca por su singularidad, ya que no abunda en el románico asturiano, es el «cordón con puntas de diamante» ya que lo más frecuente es el «cordón lineal». Este tipo de cordón con puntas de diamante se encuentra únicamente en una ventana del ábside de la iglesia de Santa María de Sebrayo y en un capitel del Santuario de la Virgen de Lugás. Si bien se considera a la Iglesia de San Esteban de Aramil como parte del grupo de influencia del románico en las iglesias de la zona de Villaviciosa, también tiene relación con la Catedral de Oviedo ya que se encuentra en esta una lauda, en la puerta de la Cámara Santa, en la capilla de Santa Leocadia, adornos en forma de «cordón con puntas de diamante» entrelazados con forma de guirnaldas. Tres de las cuatro impostas de los cuatro capiteles de la portada oeste son de mayor tamaño proporcional que el capitel correspondiente.

#### Impostas del lado izquierdo
Las dos impostas del lado izquierdo están decoradas con «cordón con puntas de diamante» y son muy parecidas pero no iguales. La imposta interior, la más cercana a la puerta, no tiene «cordón de puntas de diamante» sino un «cordón lineal» ondulado que se cruza con otra sinusoide decorada con guirnaldas formadas con seis motivos vegetales, de dos hojas cada uno, y que se entrecruzan en los puntos de inflexión de la sinusoide donde se observan claramente los amarres en los puntos de cruce. Este dibujo es muy parecido al que tiene la imposta del lado izquierdo de la ventana del ábside. La imposta exterior tiene la misma forma geométrica pero una sinusoide está formada mediante un «cordón con puntas de diamante» y la otra por hojas cuadrifolias que se separan hasta tocar la otra sinusoide contraria.

#### Impostas del lado derecho
Las dos impostas son totalmente diferentes, al contrario que la ornamentación foliácea de los capiteles. La interior es igual a la de la cornisa del ábside pues ambas están decoradas con nueve cuatrifolios iguales. La imposta exterior tiene hojas de acanto como motivo decorativo y forma el trasdos de la imposta. El guardapolvo de la ventana del ábside tiene la misma decoración.

#### Capiteles del lado izquierdo

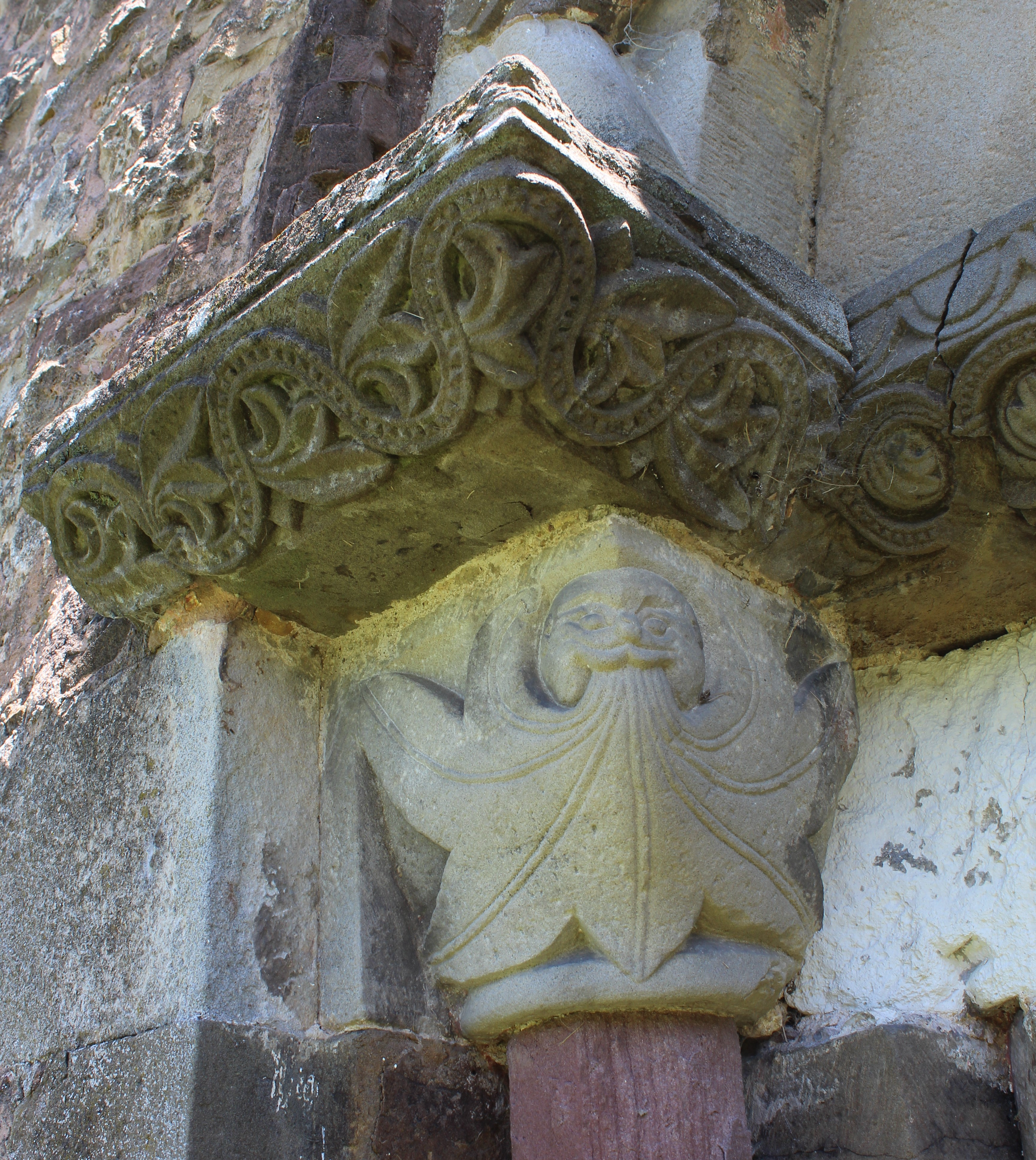
Detalle de capitel exterior del lado izquierdo.

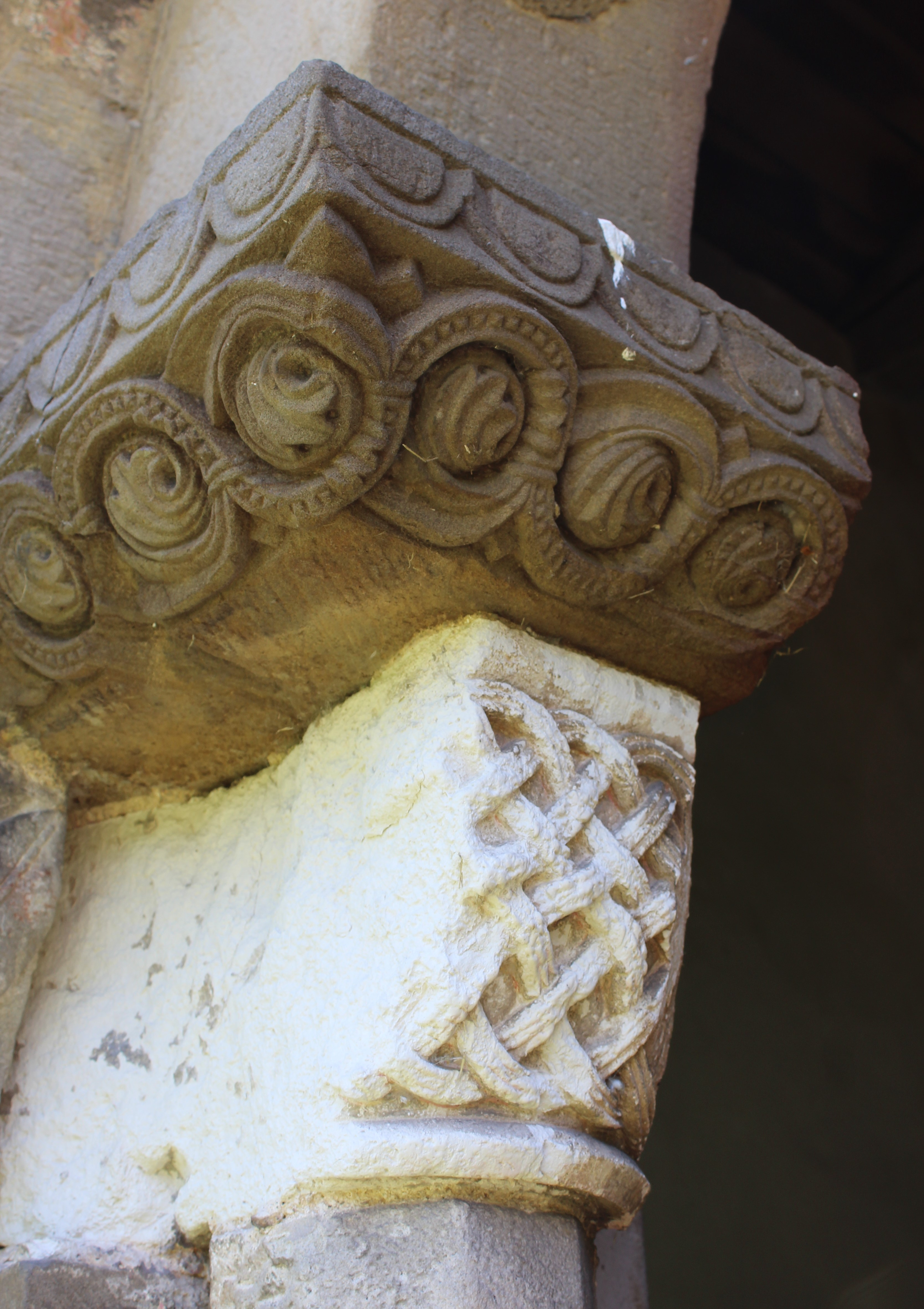
Detalle de capitel interior del lado izquierdo.

Los capiteles están decorados con motivos vegetales, a los que se unen cintas. El capitel más exterior representa una gran cabeza humana mordiendo una hoja de las que están dentro de una cesta y es tan grande que casi ocupa toda la cesta y que, por su similitud, puede tener cierta relación con el románico atlántico.
La parte inclinada de la imposta que supera este capitel está decorado mediante dos cintas onduladas que se entrelazan; una de ellas está formada por hojas de gran tamaño y la otra, más sencilla, consiste en una cinta estrecha, con bordes remarcados y pequeños listoncillos perpendiculares a los bordes, muy cercanos unos de otros; la parte superior, vertical, tiene dibujos bastante deteriorados casi inidentificables. El capitel colindante, situado más hacia el interior, está decorado con hojas y motivos de cestería. La parte inclinada de la imposta de este capitel es muy similar a la anterior, pero una de las cintas tiene las flores de menor tamaño que el anterior por lo que ambas cintas dejan unos huecos en el entrelazado que lo ocupan distintas tallas de hojas. La parte vertical, mejor conservada que la anexa, está decorada por semicírculos apuntando hacia abajo y unidos por sus diámetros.

#### Capiteles del lado derecho

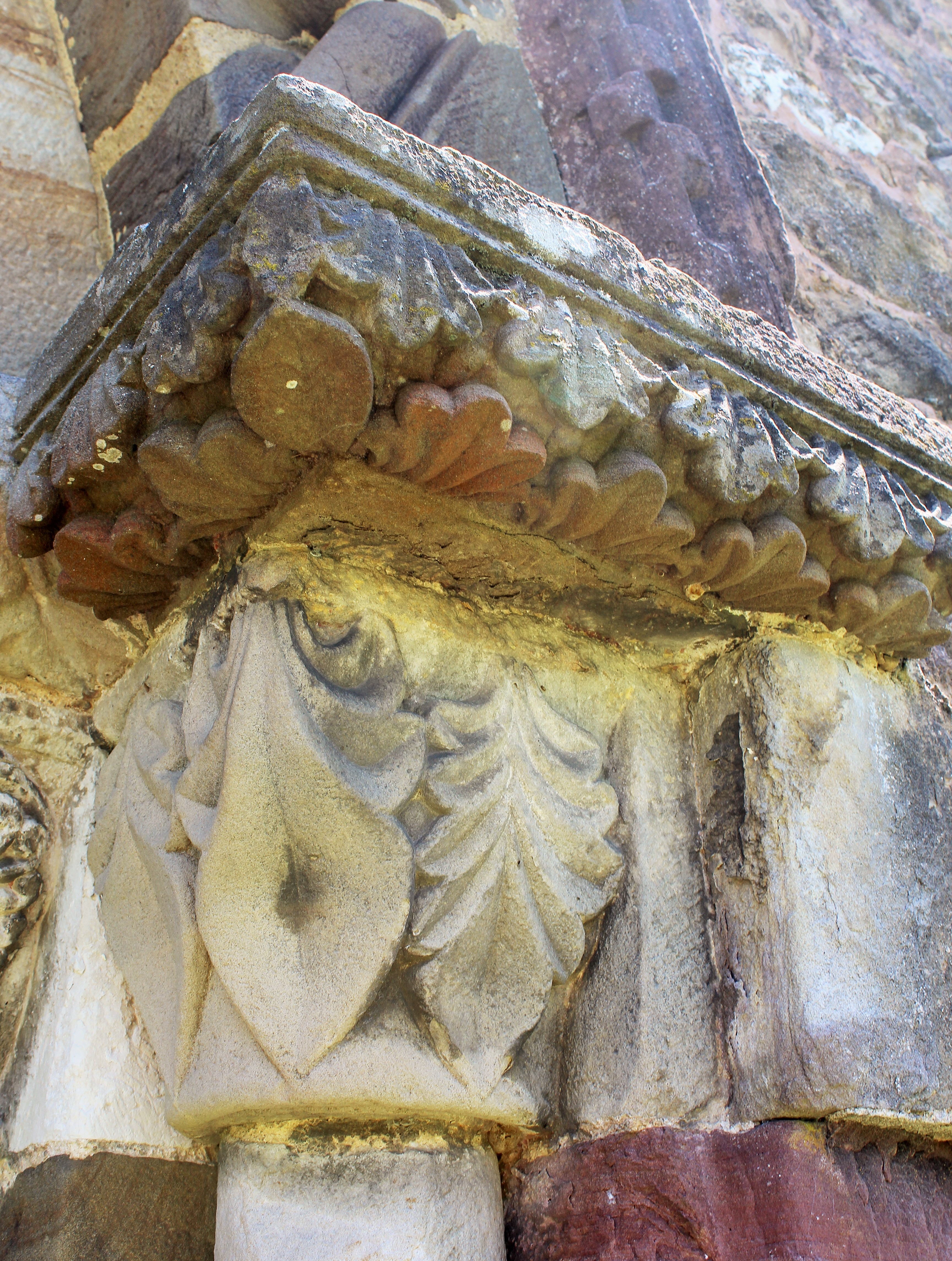
Capitel exterior de la derecha.

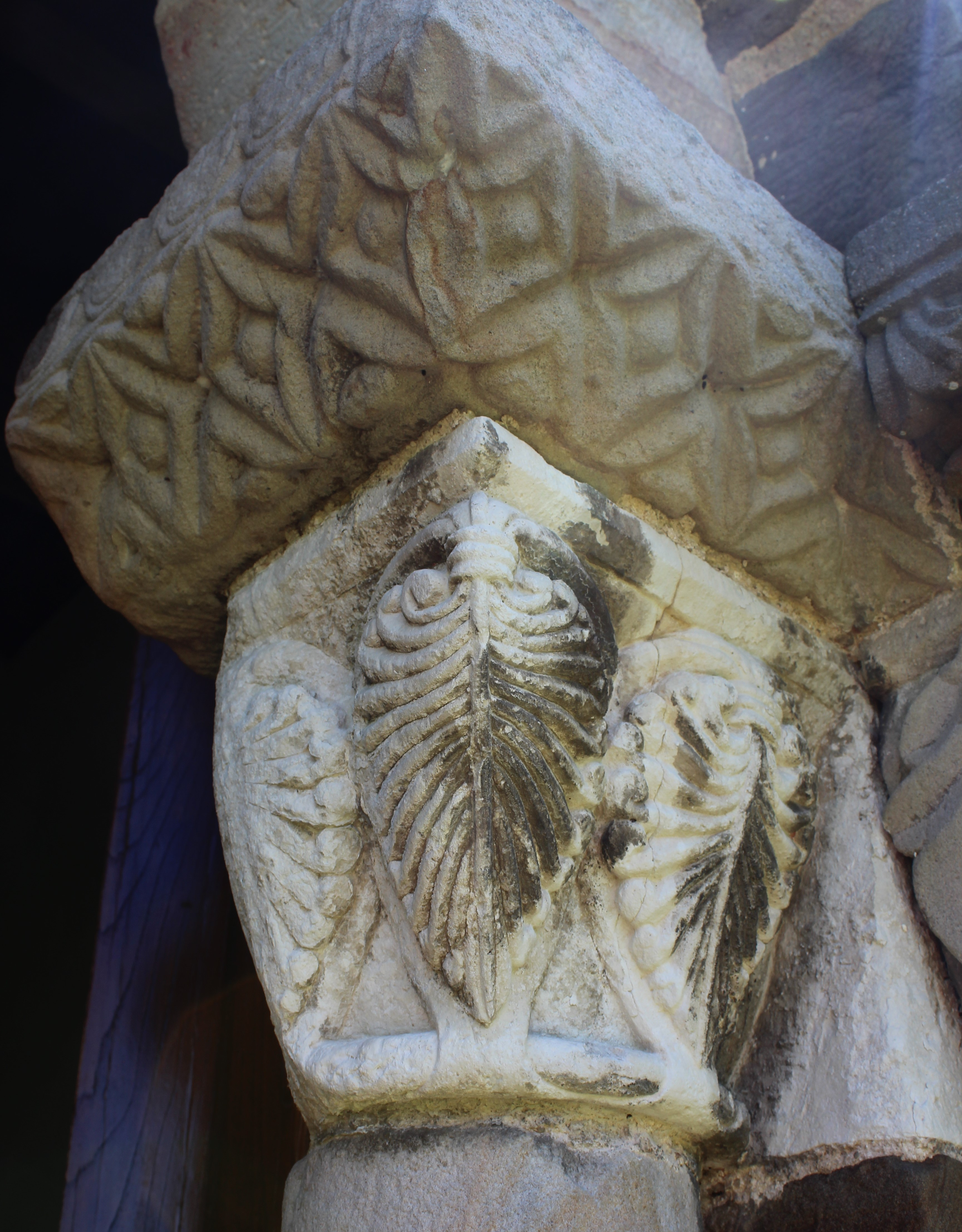
Capitel interior de la derecha.

Los capiteles de la derecha están decorados con figuras de vegetales. Los motivos del capitel interior son hojas triangulares nervadas apuntando hacia abajo. La imposta superior está decorada en su parte inclinada con flores de forma romboidal. El exterior también tiene hojas como motivos decorativos pero estas tienen la nervadura muy abultada y con las hojas apuntando hacia abajo. Su imposta tiene la parte inclinada decorada con anchas hojas lobuladas y nervadas apuntando hacia abajo. Este capitel está mucho menos trabajado y detallado que el anexo hacia el interior. Las partes verticales de ambas impostas son prácticamente lisas e iguales; solo se diferencian en un cerco que tiene la exterior.

### Fachada sur

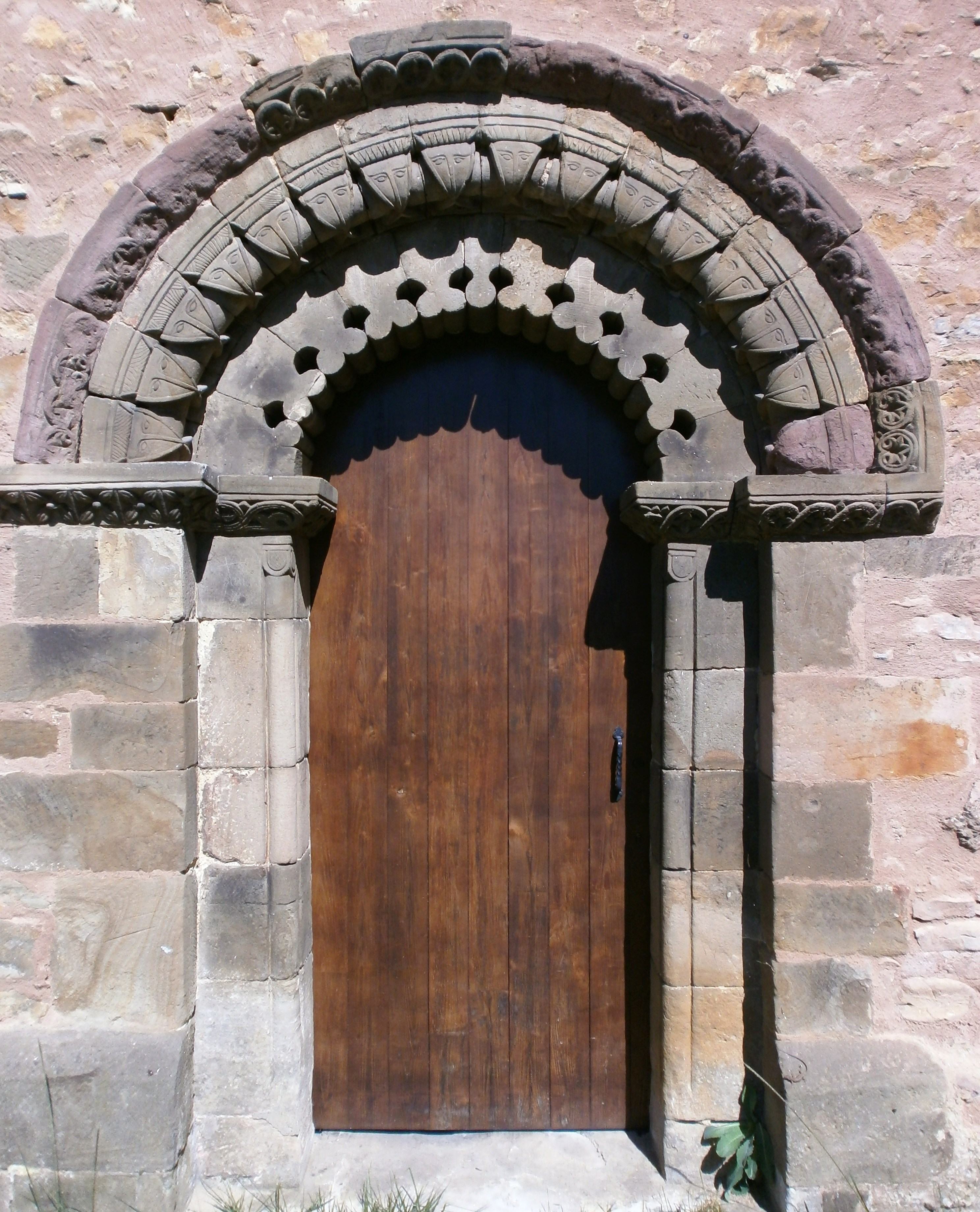
Puerta lateral al sur de San Esteban.

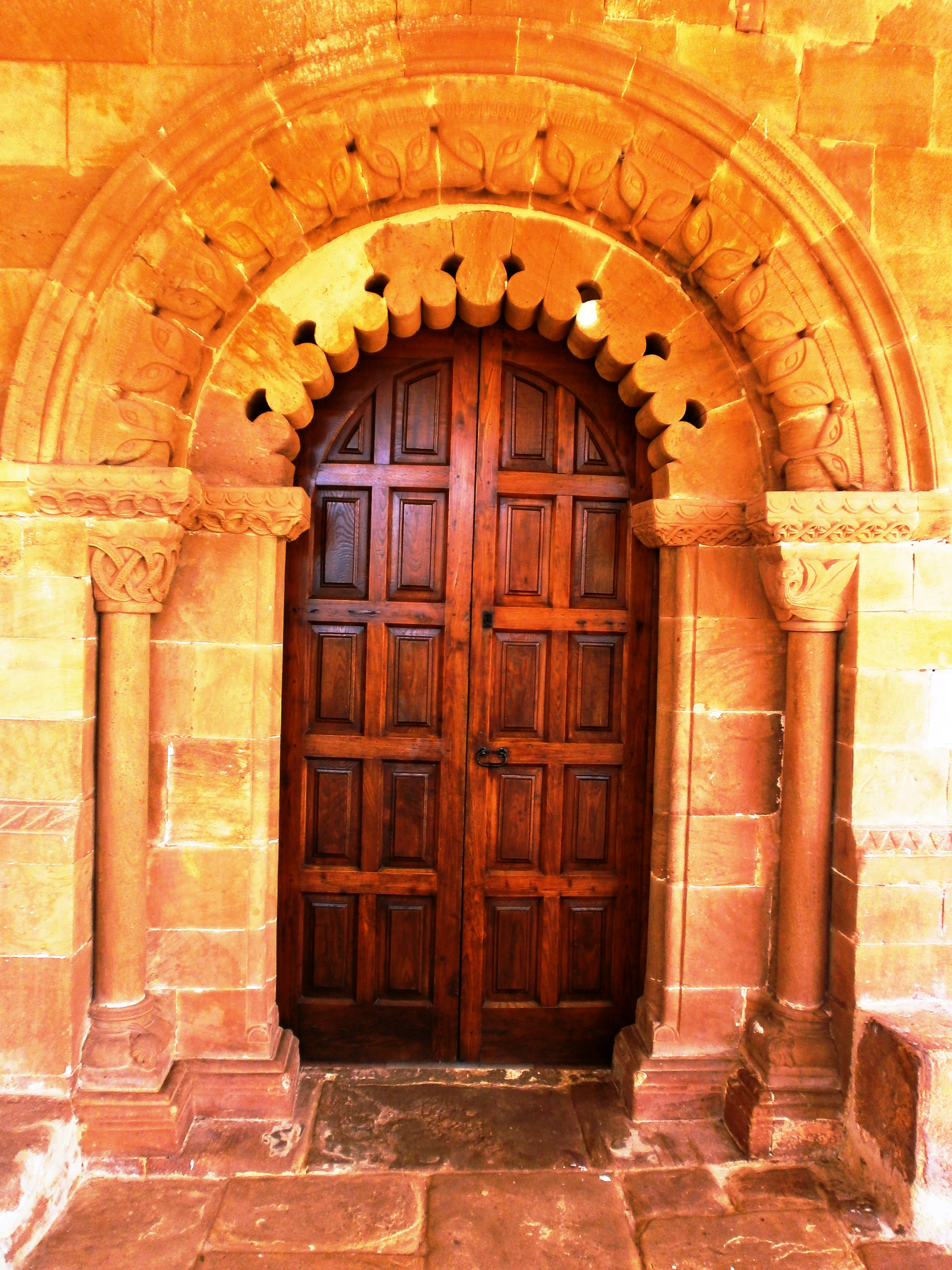
Puerta lateral al sur de Lugás.

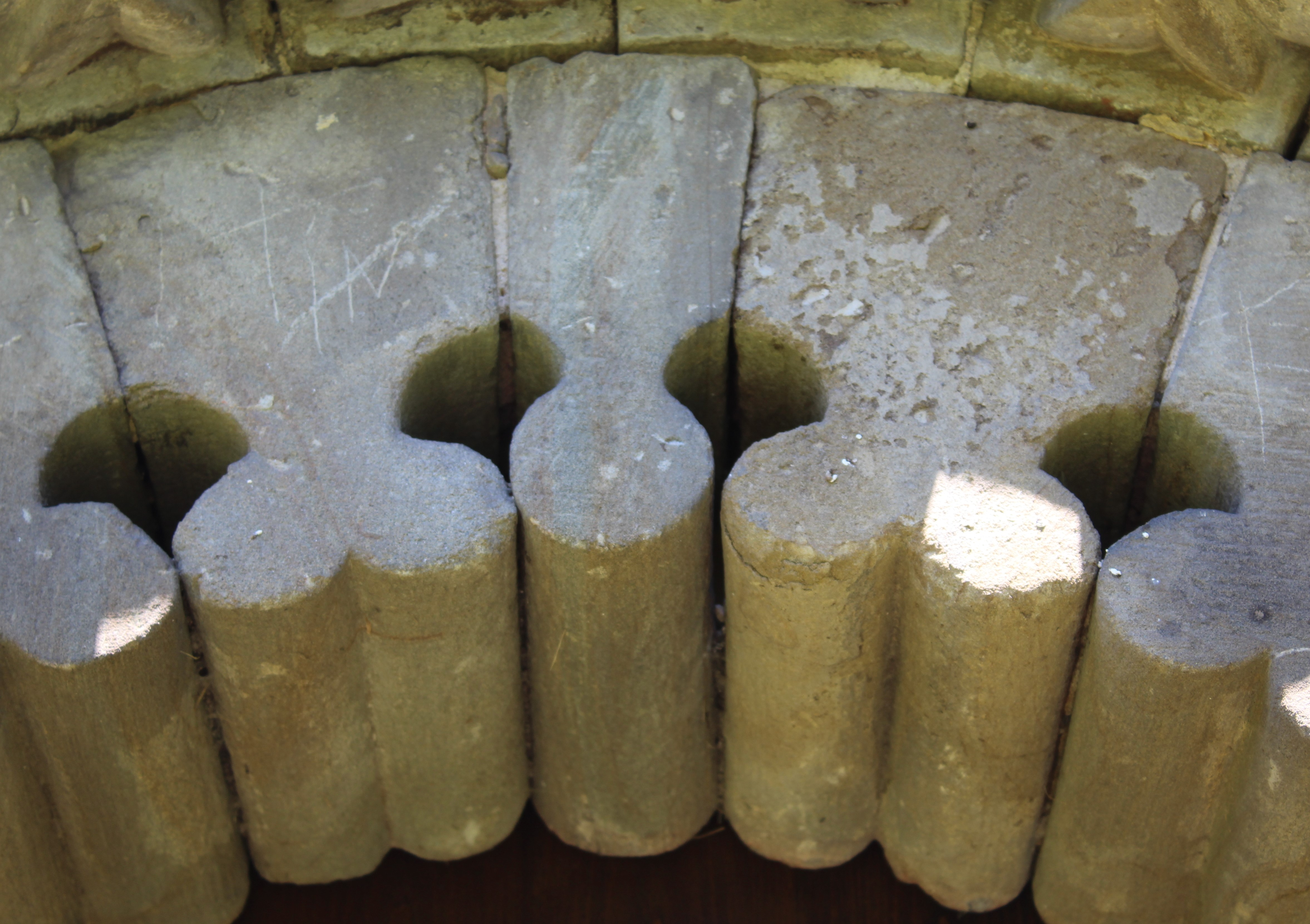
Detalle de los rollos zamoranos con rollo sencillo en la clave.

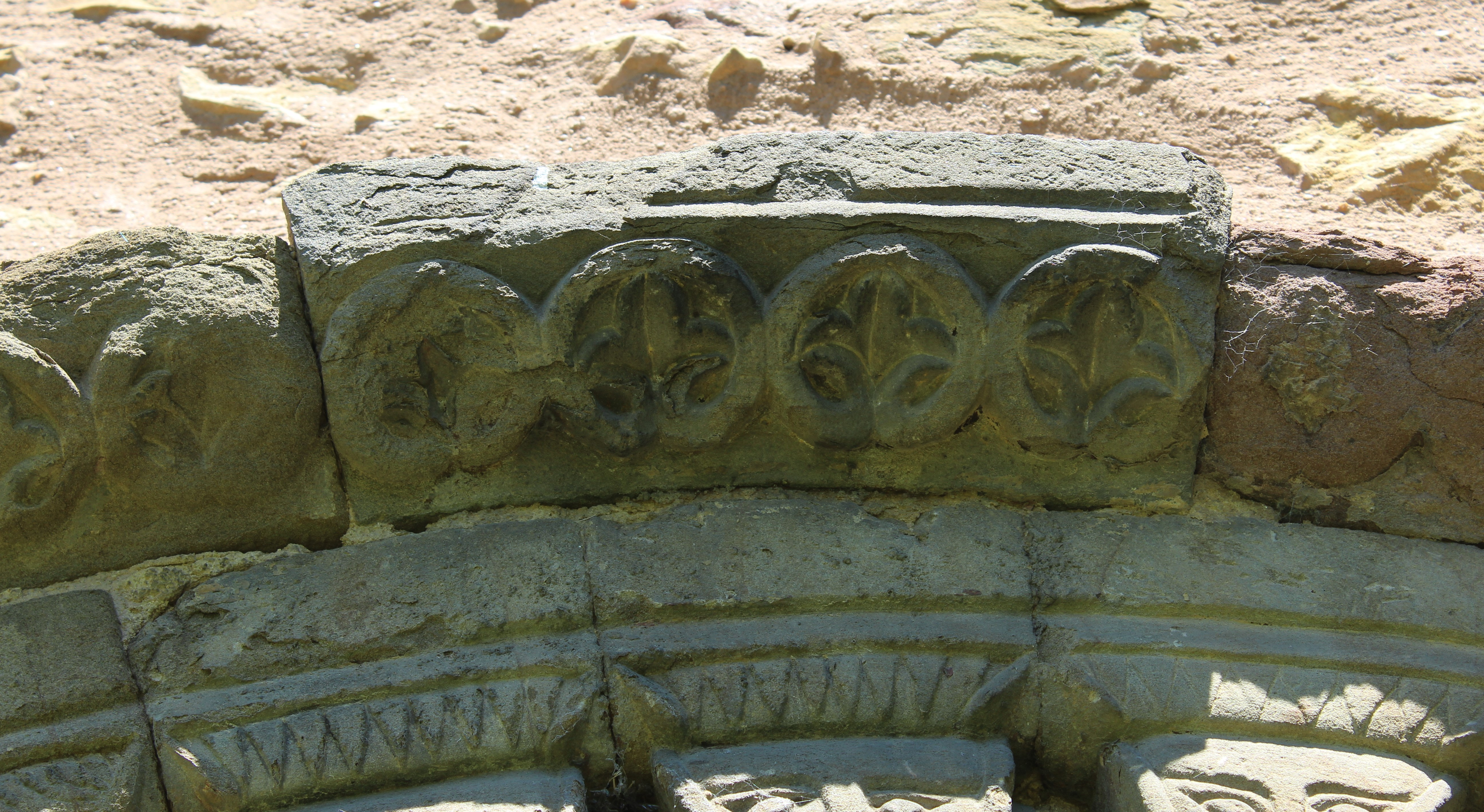
Detalle flor de lis circuladas en guardapolvos.

La puerta de acceso de esta fachada es de menor tamaño y tiene menos importancia decorativa. Es también de arco de medio punto con dos arquivoltas apoyadas sobre dobles machones ya que carece de columnas de apoyo. En los machones interiores se tallaron dos «medias cañas» y se remataron con sendos pequeños capiteles. Ambas arquivoltas están protegidas por un guardapolvo decorado por figuras circulares con tres de ellas en cada dovela, en algunas tiene cuatro figuras y en total hay dieciséis cabezas rostradas. En su decoración llaman la atención la similitud entre las cabezas de pájaros esculpidas en forma picuda, apuntando hacia el centro del círculo de las arquivoltas, y los diferentes animales fantásticos con estilo de origen normando ya que aparecen en bastantes templos de Inglaterra como en los condados de Lincoln, York, Cornualles, Hereforth y algunos más. El origen de las «cabezas de pico» puede tener sus principios en la Abadía de Reading en Inglaterra a principios del siglo XII con la que se relacionan varias iglesias asturianas, sobre todo en los valles de Mieres y Lena. Aquí también hay edificios civiles o privados con este motivo. Hay varias iglesias con estas cabezas de pájaros que están en la zona de Villaviciosa siendo las más representativas las de Aramil, Amandi y Ciaño. La segunda arquivolta está decorada con once piezas iguales de «rollos cerrados».
Estos rollos cerrados se usaron por vez primera en la llamada «Puerta del obispo» de la Catedral de Zamora, de ahí que también se le llamen «rollos zamoranos». También hay en Asturias estos rollos cerrados en los templos de Lugás en Villaviciosa, en Ciaño y en Ujo. Pero la similitud más precisa es la que hay entre las puertas de las fachadas sur de los templos de San Esteban de Aramil y de la del Santuario de la Virgen de Lugás que se podría decir que son casi iguales. Los rollos zamoranos tienen origen oriental y llegaron a la península ibérica por medio de los musulmanes, que dejaron una buena muestra de ello en el arte califal cordobés.
En el muro sur hay tres saeteras, también llamadas «arqueras», «lanceras», «troneras» o «ballesteras»; las dos extremas tienen derrame al exterior mientras que la central, más estrecha, tiene derrame al interior, un pequeño arco semicircular y se apoya en una basa de una sola pieza muy bien trabajada. Respecto al guardapolvos, está decorado por hojas trifoliadas rodeadas de unas cintas de forma circular, similar a las impostas que tienen unos círculos en los que están inscritas ramas trifoliadas y tetrapétalos.
El guardapolvo está decorado con hojas trifoliadas que están rodeadas por cintas. Al igual que en la portada principal, cada dovela tiene tres o cuatro figuras. En cuanto a las impostas, casi todas están adornadas con cintas onduladas enlazadas. La que está sobre la arquivolta exterior de la izquierda no tiene cintas y sus adornos son tetrapétalos. La anexa, más interior, tiene cintas onduladas con hojas entre los senos de las ondas.
Resulta peculiar desde el punto de vista histórico y artístico la conjunción de dos culturas tan diferentes, la anglo-normanda mediante sus cabezas picudas y la musulmana con sus rollos zamoranos, en una pequeña iglesia rural.

### Las cabezas rostradas de San Esteban

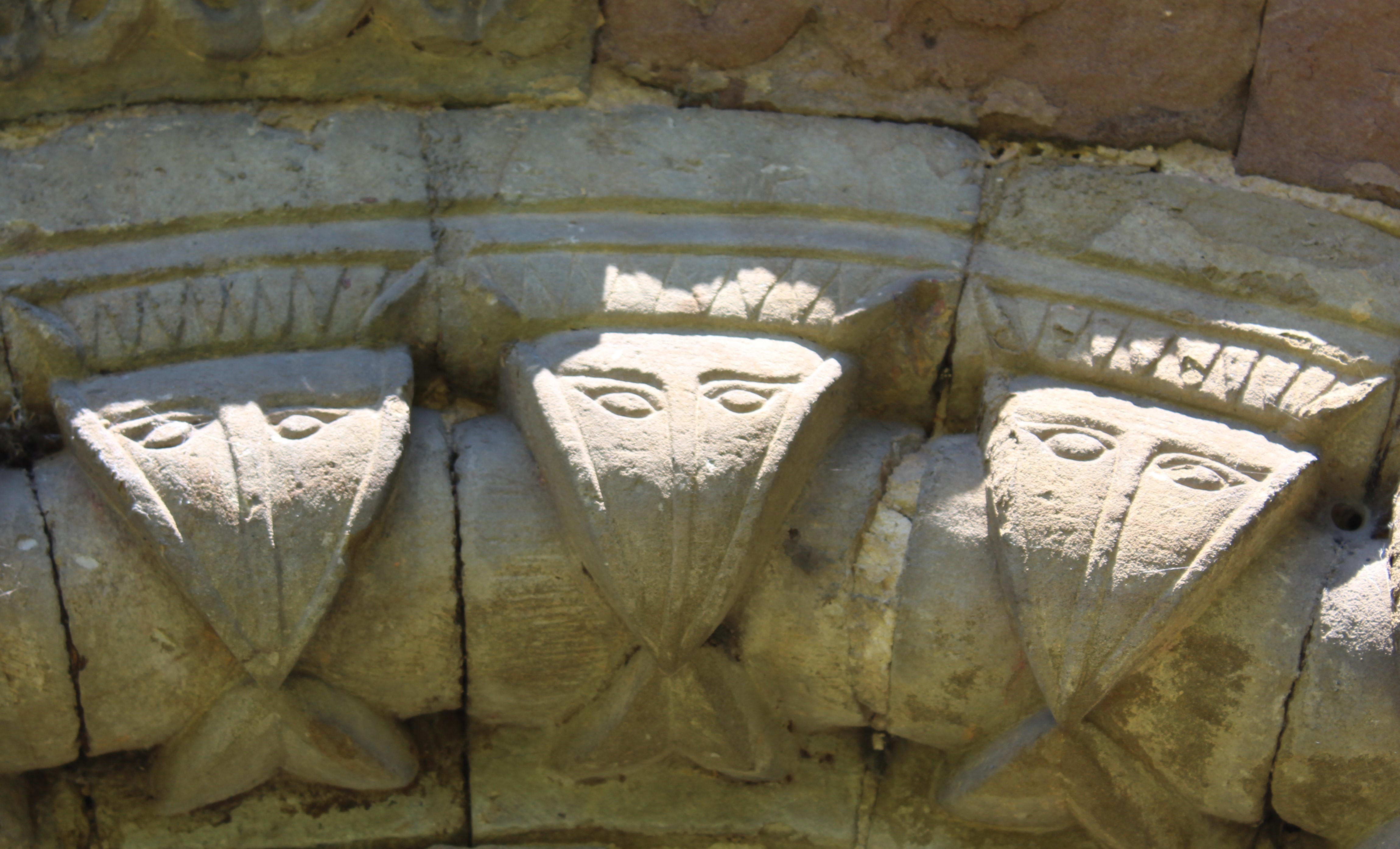
Detalle de las cabezas rozadas.

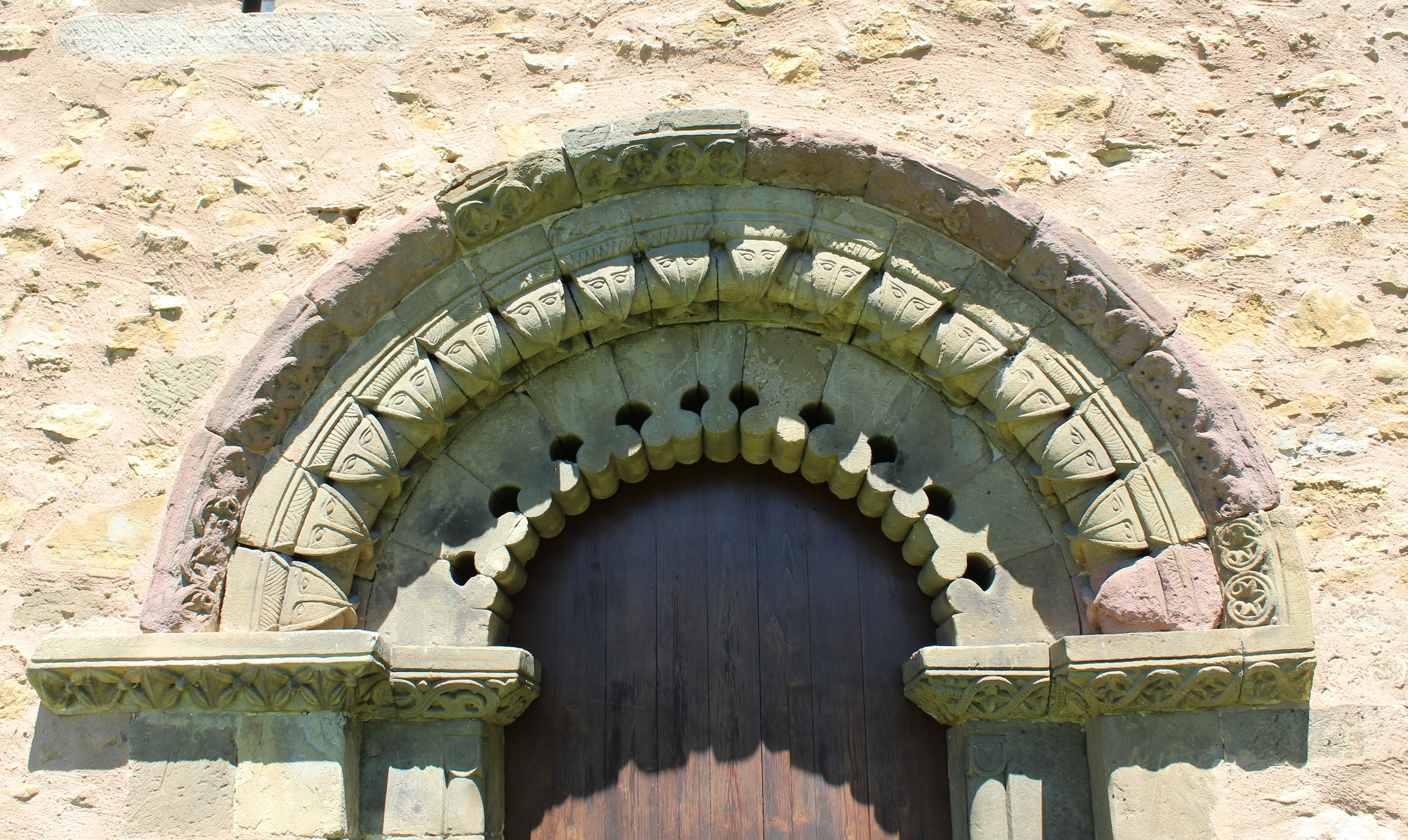
Arco intermedio con cabezas rostradas.

Las cabezas rostradas, llamadas también «cabezas en pico», de la Iglesia de San Esteban de Aramil, que ya se citaron más arriba, forman parte de un fenómeno de recurso ornamental de la arquitectura románica atlántica que, además de estar visibles en un buen número de iglesias románicas asturianas, del siglo XIII, principalmente en la zona de Villaviciosa, aparecen en templos de Francia, Irlanda o Inglaterra. El origen de estas cabezas no es claramente conocido si bien parece que tienen una gran relación con el arte vikingo y con las edificaciones prerrománicas del norte de Europa como lo estima el historiador Robert Ruprich, que relaciona estas cabezas con la influencia de las representaciones artísticas vikingas que, a partir del siglo VIII arrasaron las costas de Francia, Inglaterra, Irlanda y el norte de España.
Uno de los países con más monumentos que tienen arcos con cabezas rostradas es Francia ya que en Normandía se creó una escuela románica importante. Los ejemplares más típicos y conocidos son la Catedral de Bayeux, consagrada en 1077, en la Saintogne, entre el río Loira y el Garona entre 1125 y 1140. También abundan en Inglaterra, especialmente en los condados de York y Oxford. Desde estos lugares se extendió este tipo de decoración arquitectónica hasta el norte de la península ibérica y llegó hasta la «Iglesia de Travança» cerca de la ciudad portuguesa de Oporto. Por el Mediterráneo llegó hasta la ciudad italiana de Bari y, finalmente, hasta el Peloponeso.
Estas cabezas, que las denominó Alfred Chapham como beak-heads en el siglo XIX, las definió como «animales seductores en forma de cabeza de pájaro, cuyo pico inferior aparece agarrado a la moldura toral de las arquivoltas» y están presentes en las iglesias del románico tardío, a partir del siglo XIII. De forma especial se multiplicaron en el norte de España y penetraron en la escuela del románico en los alrededores de Villaviciosa.
Por lo que respecta a la Iglesia de San Esteban de Aramil, tiene un paralelismo importante con la Iglesia de San Juan (Amandi), el Santuario de la Virgen de Lugás, la Iglesia de San Juan de Mieres y con la Iglesia de San Esteban de Ciaño. En Cantabria también existe una arcada de este tipo en la Iglesia de Santa María de San Vicente de la Barquera y más tierra adentro, en la Colegiata de Santa María de Arbas. La característica de todas las iglesias asturianas es que el lugar elegido es el mismo ya que se circunscribe a las portadas y no a las zonas interiores. De todos ellos, los de Lugás y Aramil son los más típicos, característicos y mejor conservados.

### El ábside

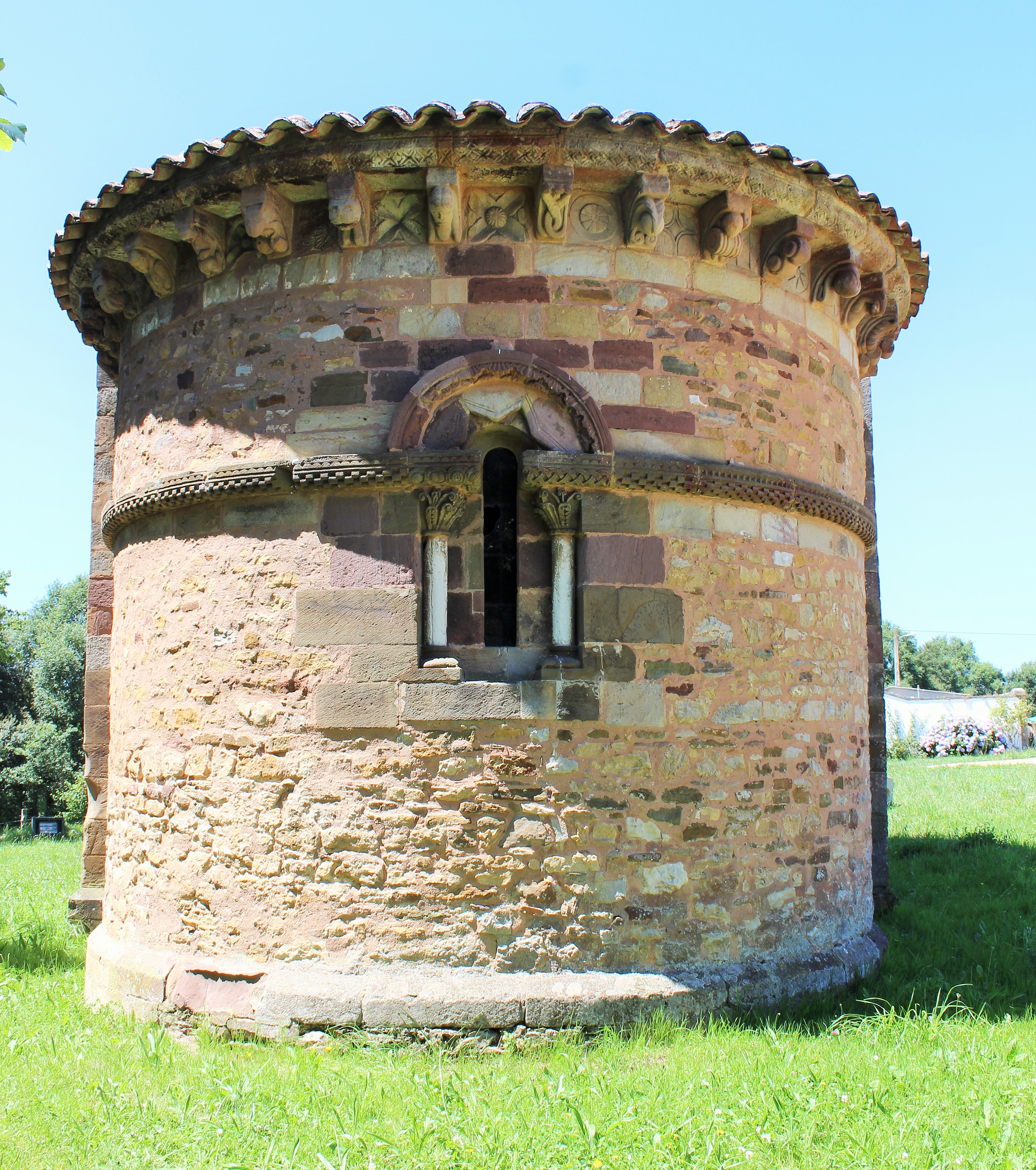
Ábside al este, de forma cilíndrica.

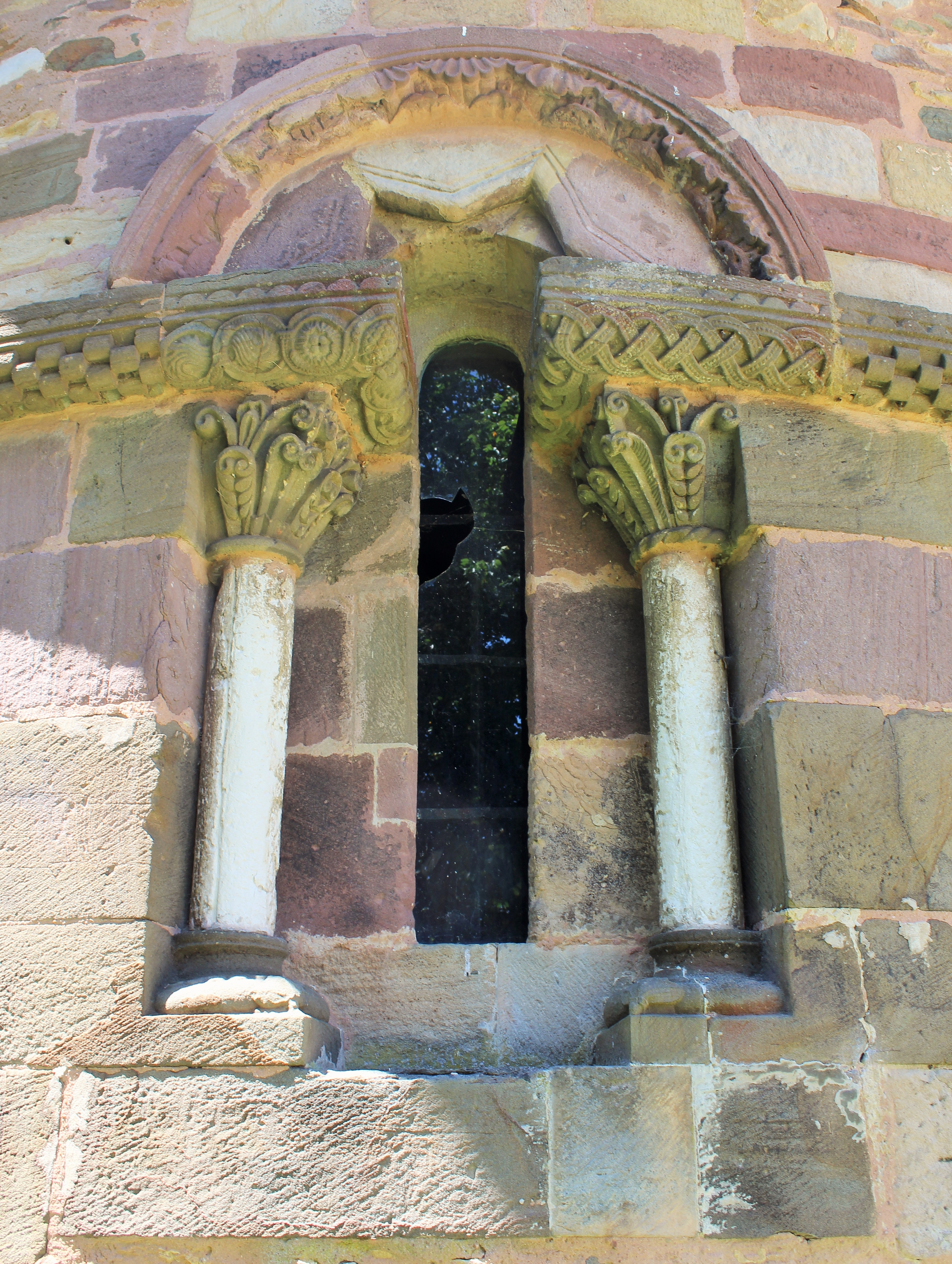
Ventana del ábside.

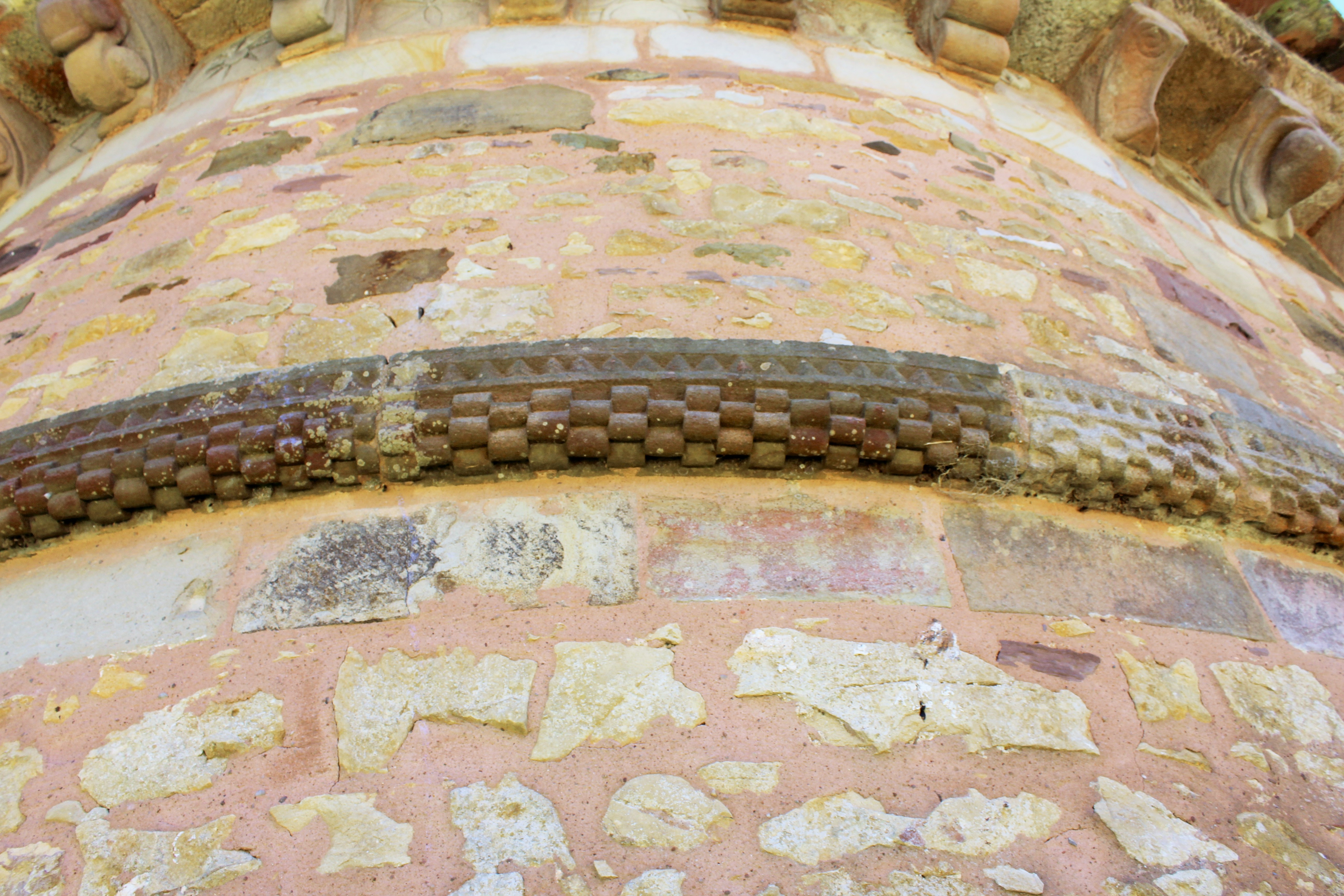
Detalle del guardapolvo taqueado jaques.

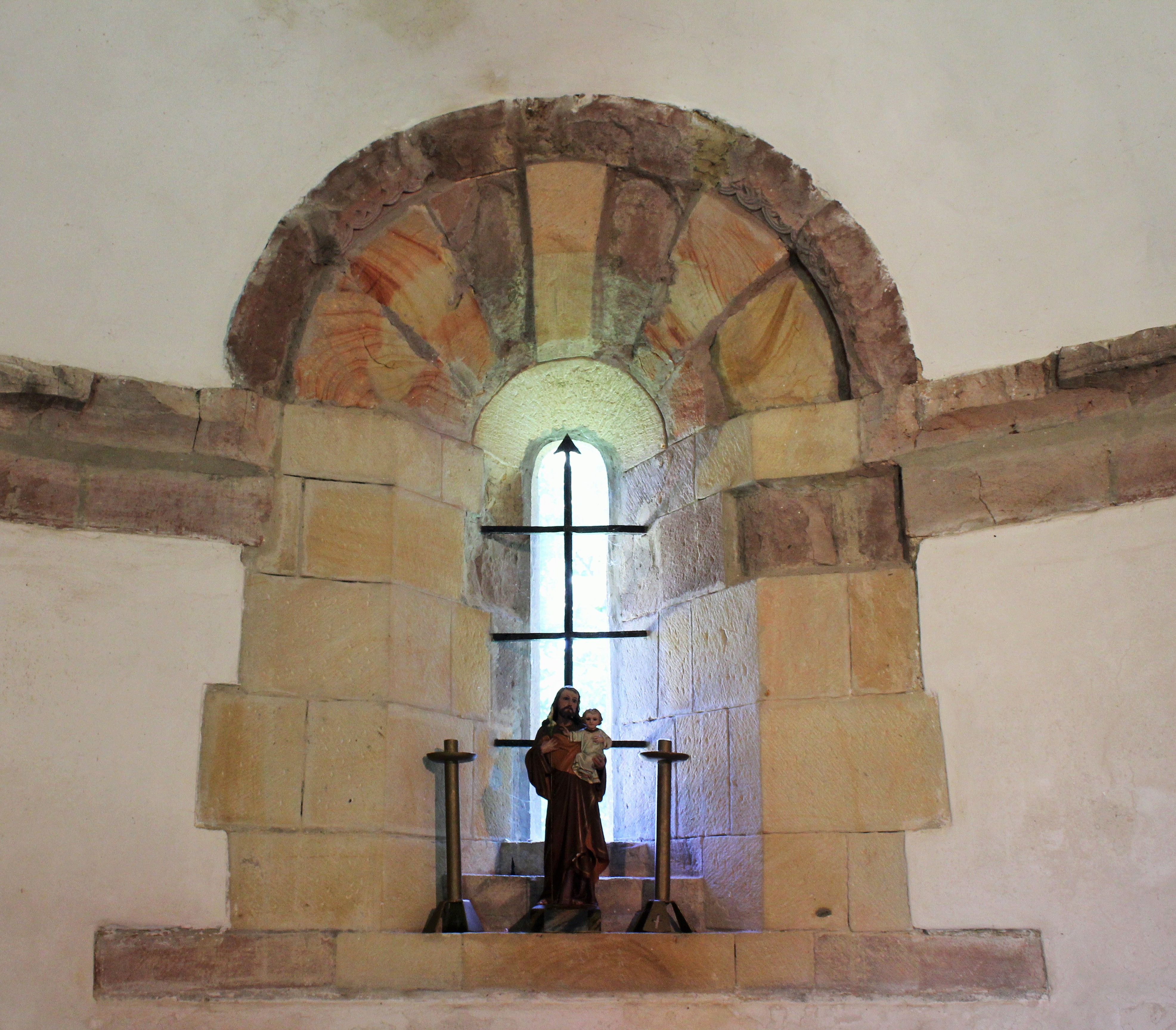
Vista interior de la ventana absidal.

Es el elemento más decorado de la iglesia y forma un conjunto casi único en el arte constructivo de la época en Asturias por su cuidada realización y disposición. Son parecidos los ábsides de las iglesias de Villamayor, Valdebárcena, San Pedro de Villanueva, Sograndio, Arrojo y Narzana.
Es de planta semicircular y destaca la pequeña ventana central con dos columnas laterales que dejan una estrecha rendija. Está rematada por un arco de medio punto. Tiene menos altura que la nave principal y es la parte más oriental del edificio. Bajo la cubierta tiene una cornisa muy trabajada que se apoya sobre canecillos esculpidos. La cornisa tiene 23 piedras y dos medias piedras que son las de contacto con las paredes de la nave y están decoradas con cuadrifolias geometrizadas, exactamente iguales a las de la imposta interior del lado derecho de la puerta principal al oeste.
En el centro del ábside hay una ventana larga y estrecha bajo una arquivolta flanqueada por dos columnas que terminan en capiteles decorados a cincel con motivos florales. Coronando la ventana y bajo el guardapolvos hay una figura geométrica que es la mitad de un dodecágono estrellado. El guardapolvo está decorado fundamentalmente con hojas dentadas.
También dispone de veinticuatro metopas y dos medias metopas labradas en bajorrelieve con motivos geométricos, alternadas con los veinticuatro canecillos altamente cinceladas. Los canecillos, aunque esculpidos en altorrelieve con motivos diferentes, tienen una cierta relación entre algunos de ellos, por ejemplo los temas laicos festivos como son las de un juglar tocando un instrumento de cuerda que bien pudiera ser una vihuela y otro personaje dando una voltereta. Hay otra serie de ellos que tienen como tema común la componente erótica como son los de una pareja abrazada y una mujer mostrando sus genitales; otro grupo tiene como nexo de conexión el que representan figuras zoomórficas así como motivos vegetales geométricos.
Entre ellos también hay subtemas ya que varias de ellas representan cabezas de animales felinos, otras presentan un cuadrúpedo, dos serpientes enroscadas y cabezas de animales monstruosos parecidos a las cabezas de pico; otro grupo tiene representaciones geométricas como dientes de sierra, volutas, rollos, círculos y esferas.
Más concretamente, existen los siguientes subtemas y representaciones: «figuras geométricas» en los canecillos 1, 19, 20, 21, 23 y 24; «figura humanas» en el 2 que tiene un hombre con un libro, el 3 tiene un músico, el 4 es una danzarina, el 5 una pareja humana, el 6 un monje leyendo un libro, el 8 una figura de mujer, el 12 una cabeza humana de gran calidad de talla y el 15 un hombre con un tonel; «figuras de animales» el 9 es un gato, el 10 un animal indeterminado, el 13 dos serpientes enroscadas, los 14, 16, 17 y 22 son animales no muy definidos cuya figura está muy estilizada, el 18 es un oso; «figuras de monstruos» el 7 y el 11 representan sendos dragones. Todo el conjunto se apoya en una hilada de piezas de sillería muy bien escuadradas que rodea todo el ábside a efectos de darle un mayor realce.

#### Galería de imágenes de todos los canecillos del ábside

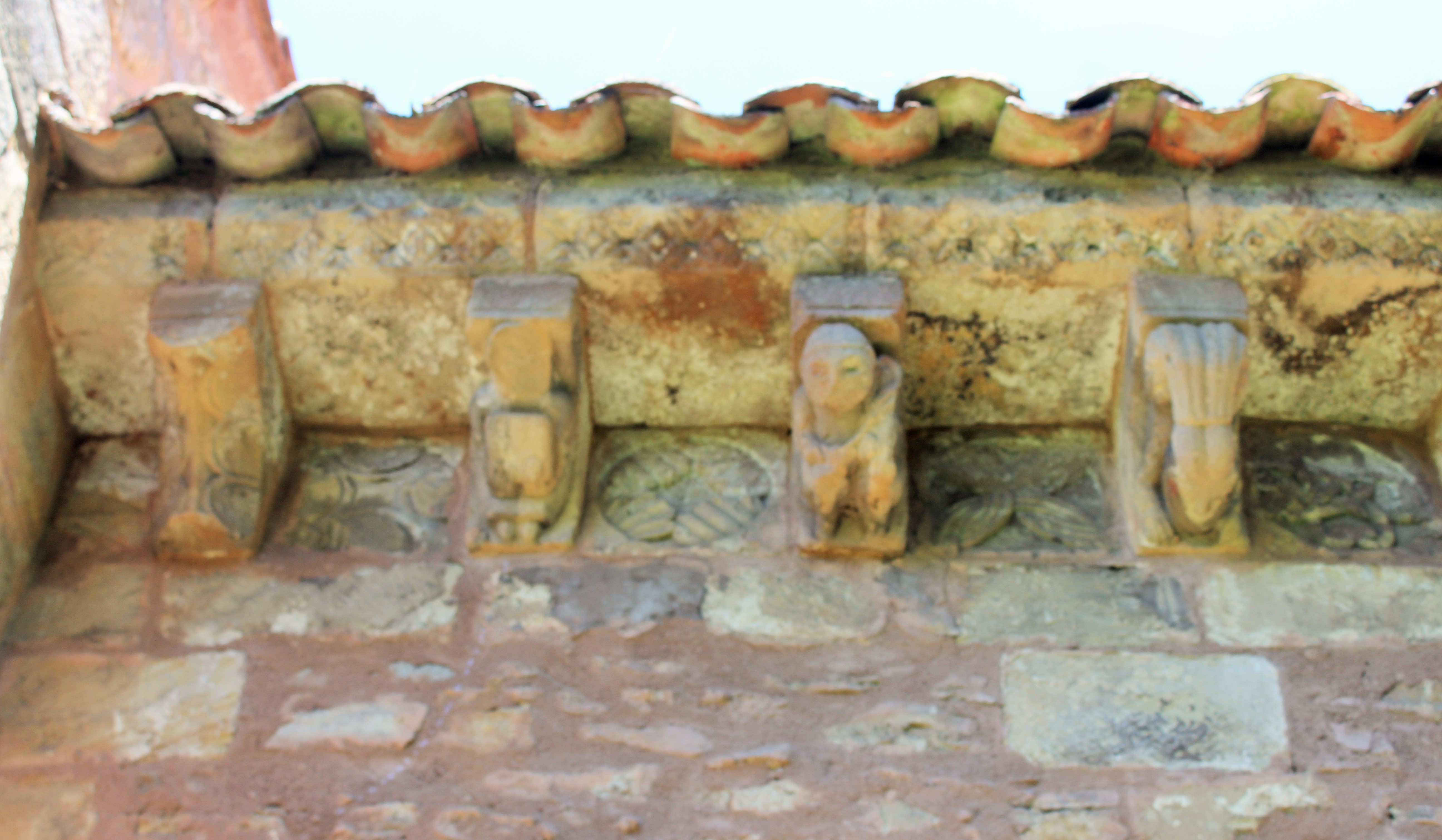
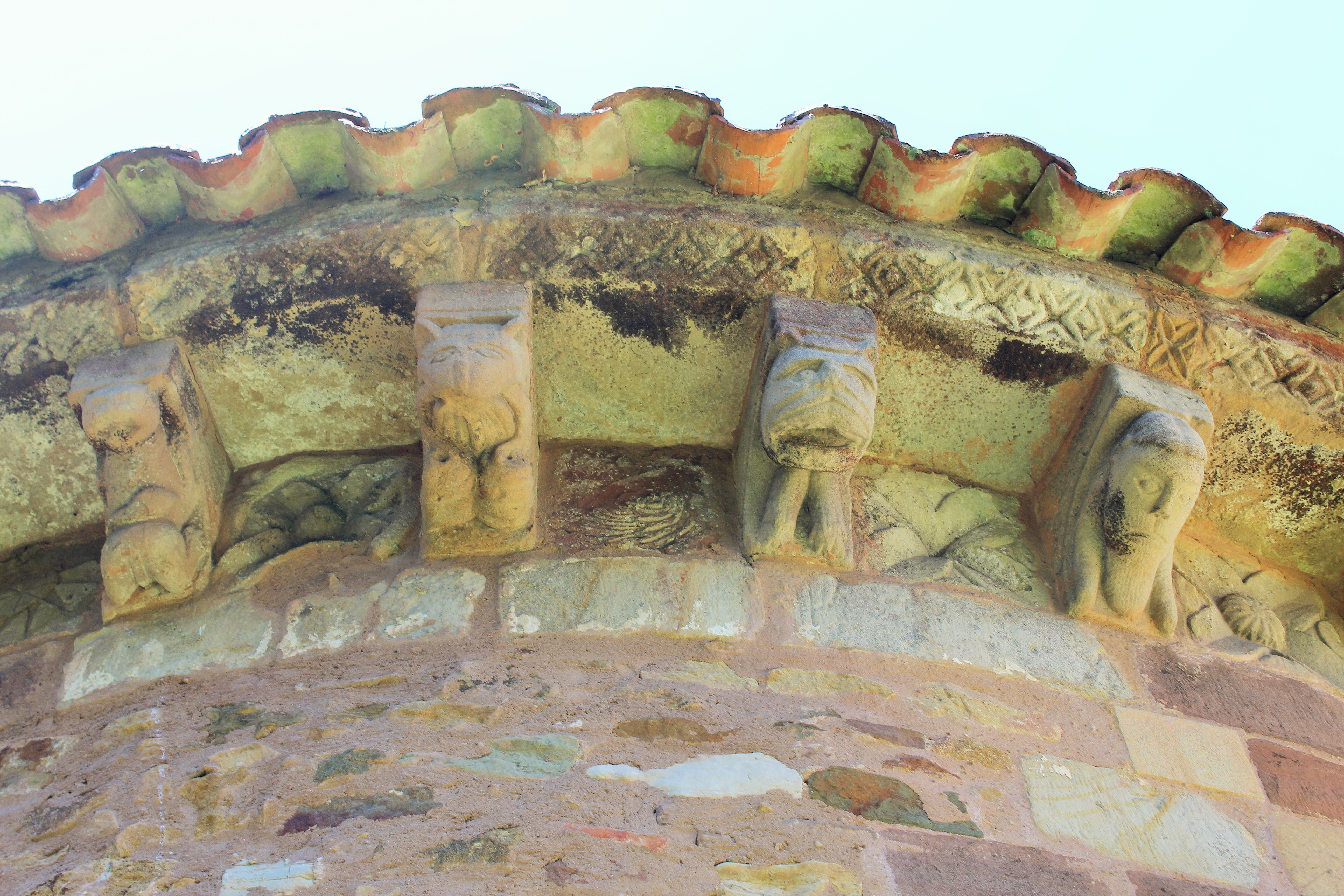
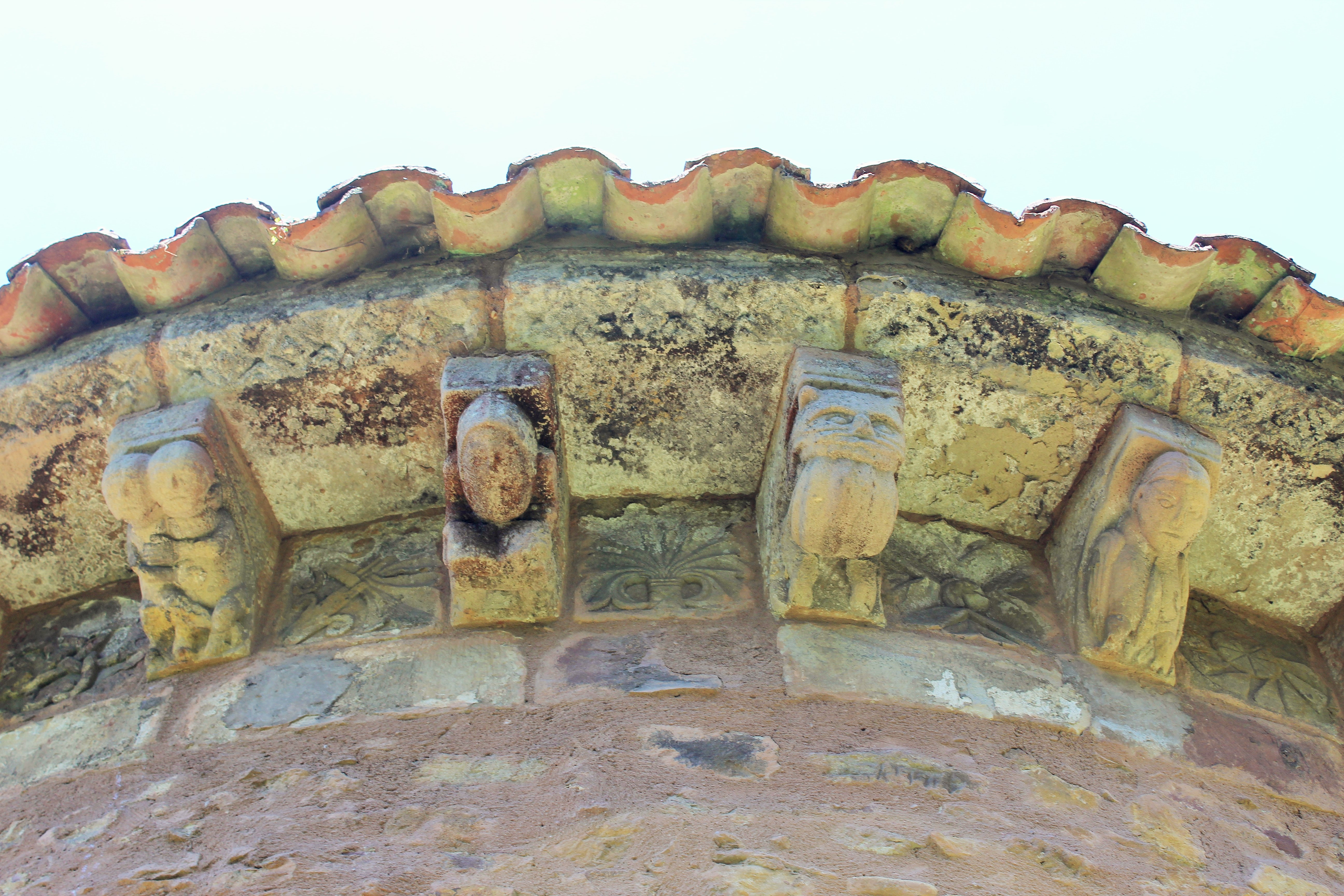
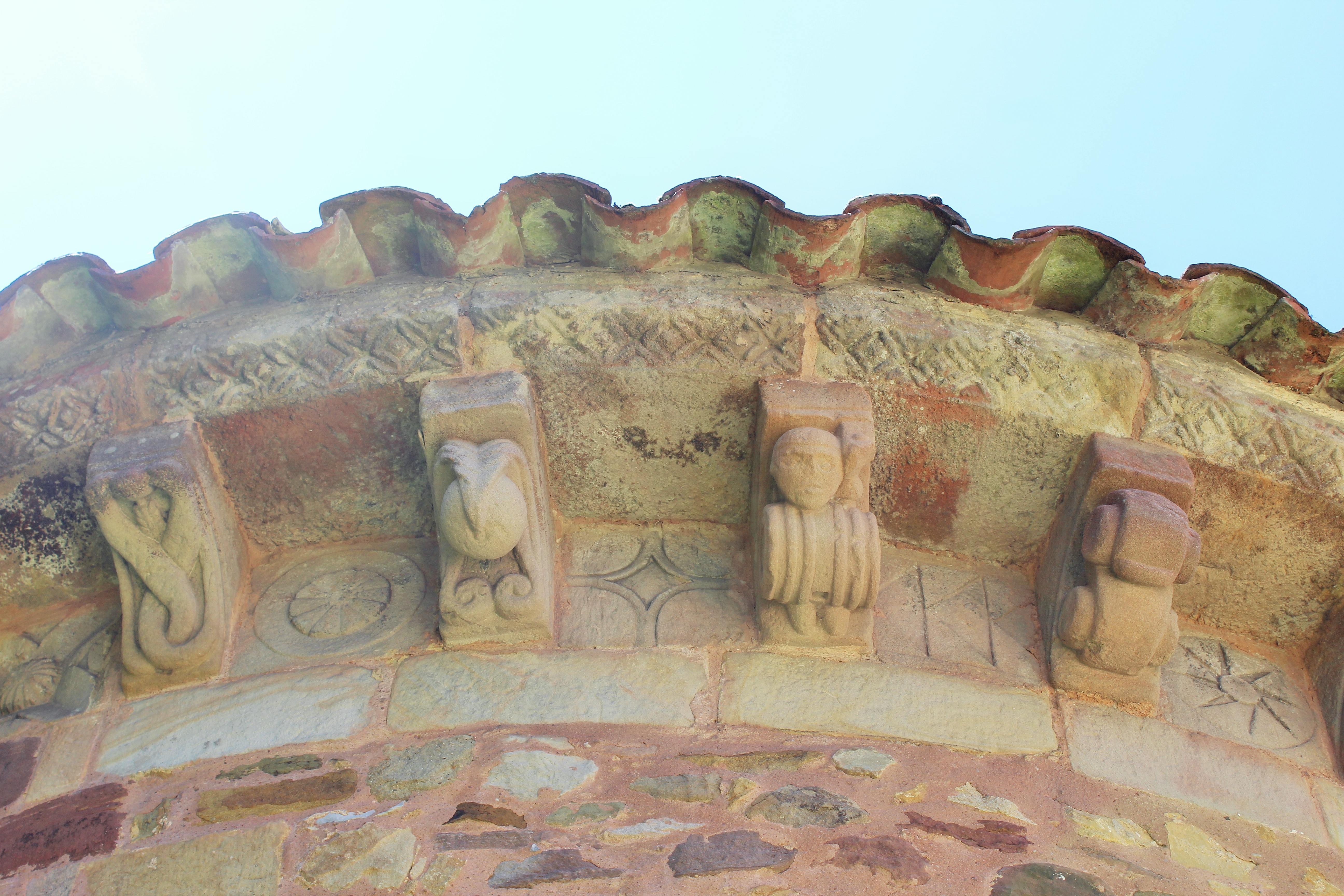
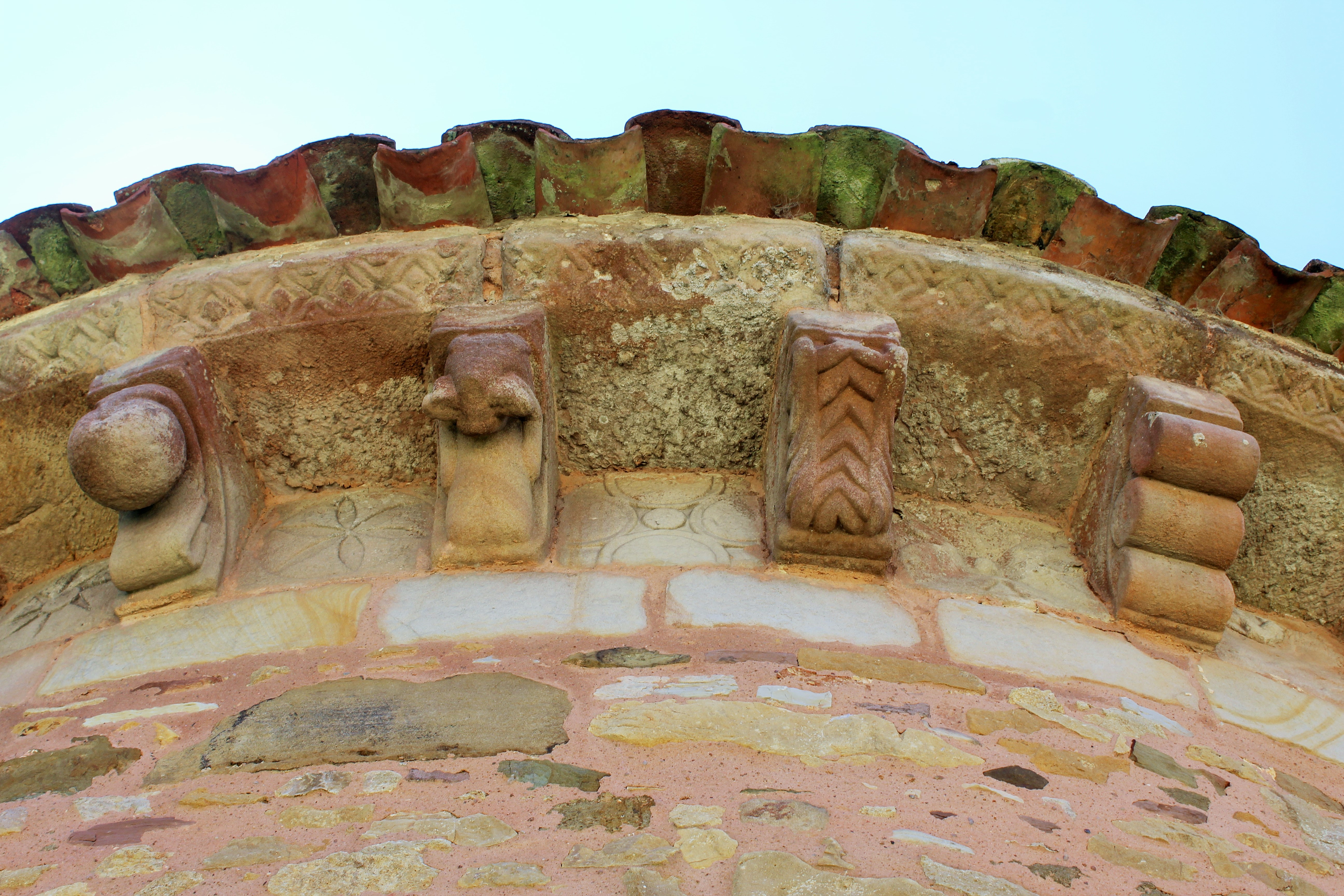
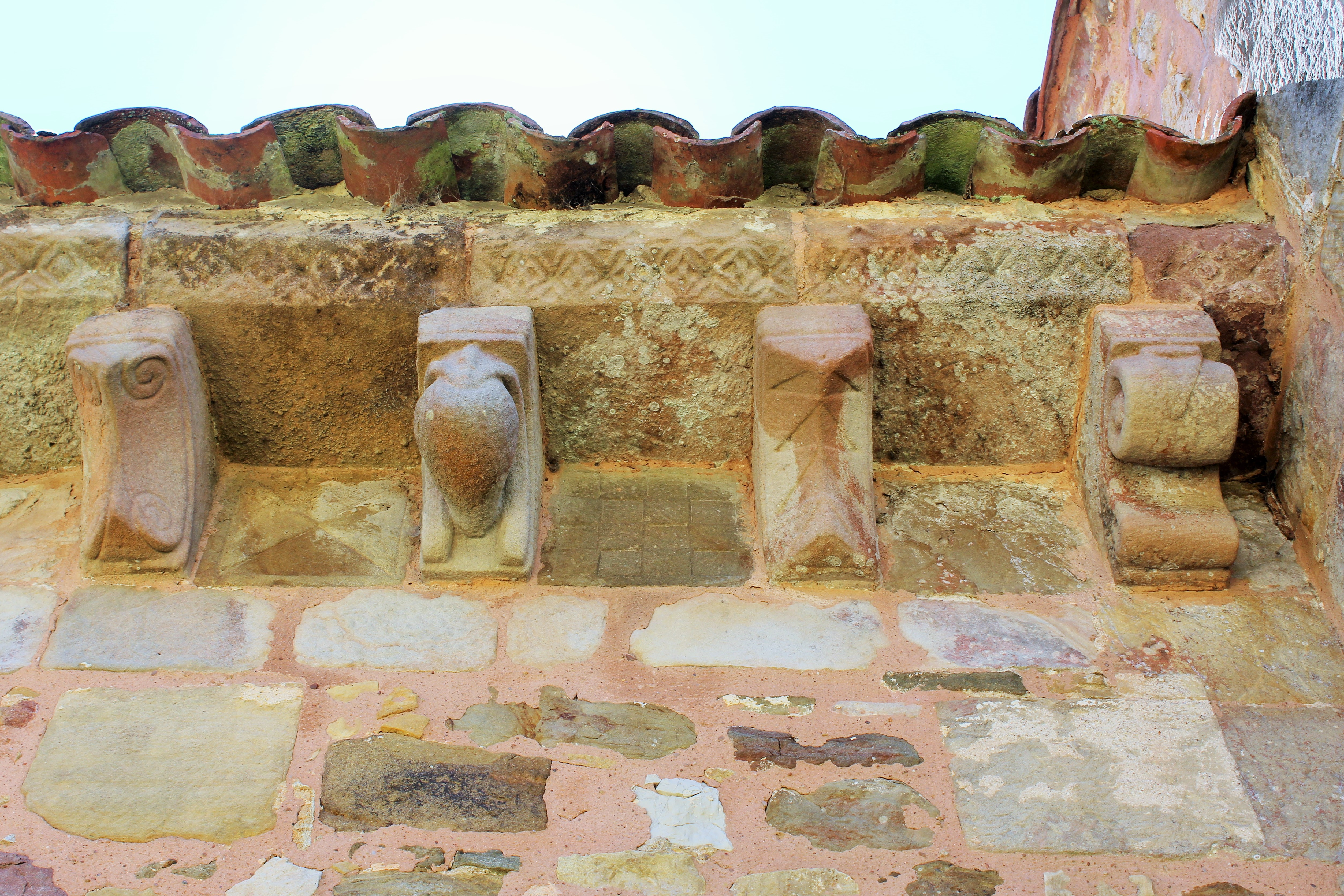

También existen similitudes entre los canecillos de esta iglesia con los de otros templos situado en la zona de Villaviciosa como son Lugás y Narzana o en los valles más lejanos de Lena, Mieres, San Martino de Villallana y Santa María Magdalena en la Rebollada. Entre los canecillos hay dispuestas, de forma alternada, unas metopas que también están decoradas con veinticuatro diferentes motivos, algunos de ellos muy similares. Uno de estos son los vegetales como palmeras y tallos que terminan en flores de lis.

#### La ventana
La ventana es de pequeñas dimensiones pero de una esmerada construcción y decoración, es vertical, larga y estrecha, flanqueada por dos columnas cilíndricas blancas que se apoyan en sendas basas decoradas con una hoja cincelada en cada una de ellas. Sobre las columnas tiene los correspondientes capiteles y sus impostas sobre los que se apoya un arco de medio punto y el guardapolvo correspondiente. La arquivolta está formada por tres piedras cortadas de tal forma que hacen una figura en zigzag y se parece a la arquivolta del pórtico de la gloria de la fachada a poniente.
El guardapolvo está formado por cinco piedras de tono rojizo y decoración similar a la de la imposta exterior del lado derecho del pórtico a poniente, es decir con unos temas vegetales que simulan una cortina colgante.

#### Las impostas

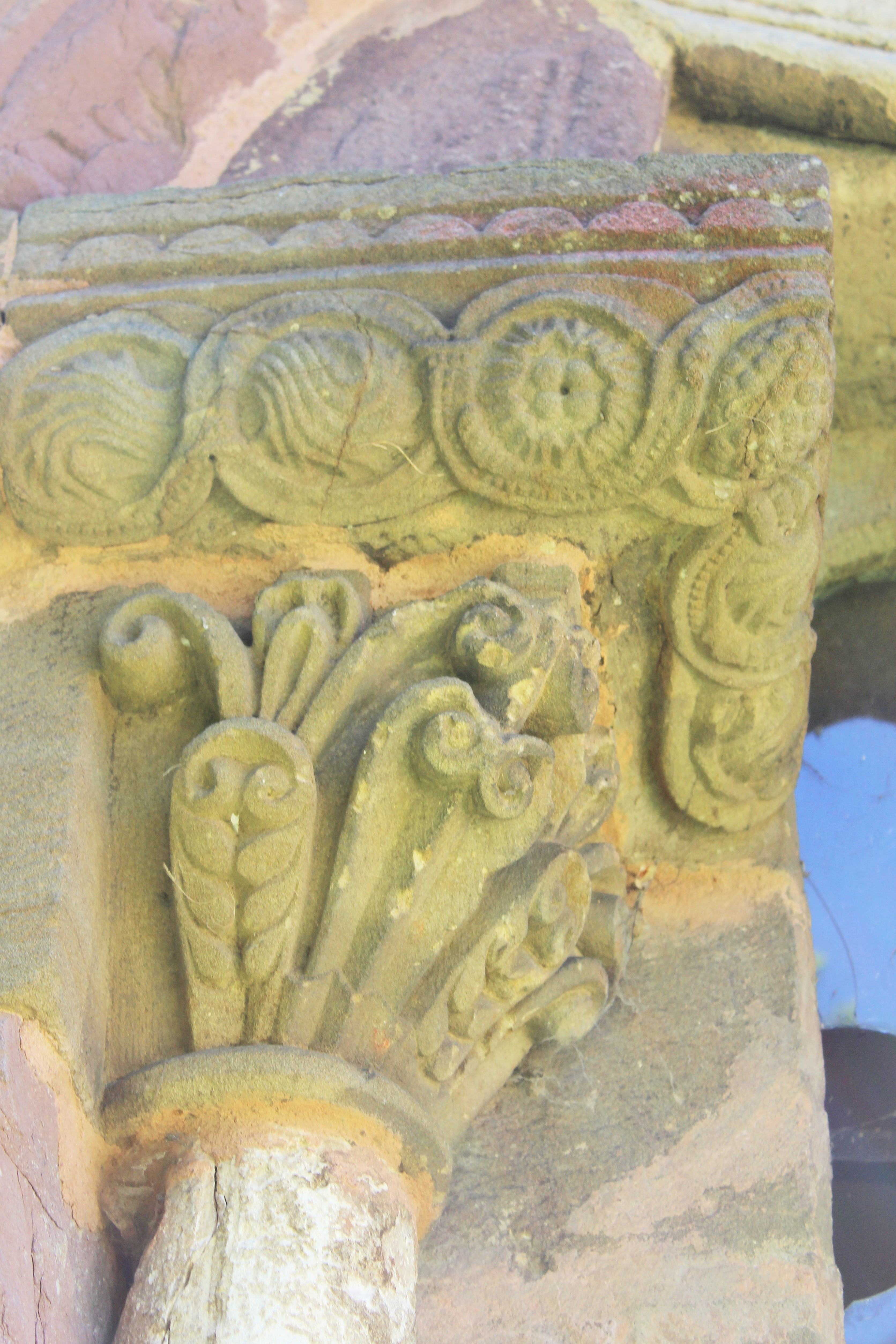
Capitel e imposta izquierda

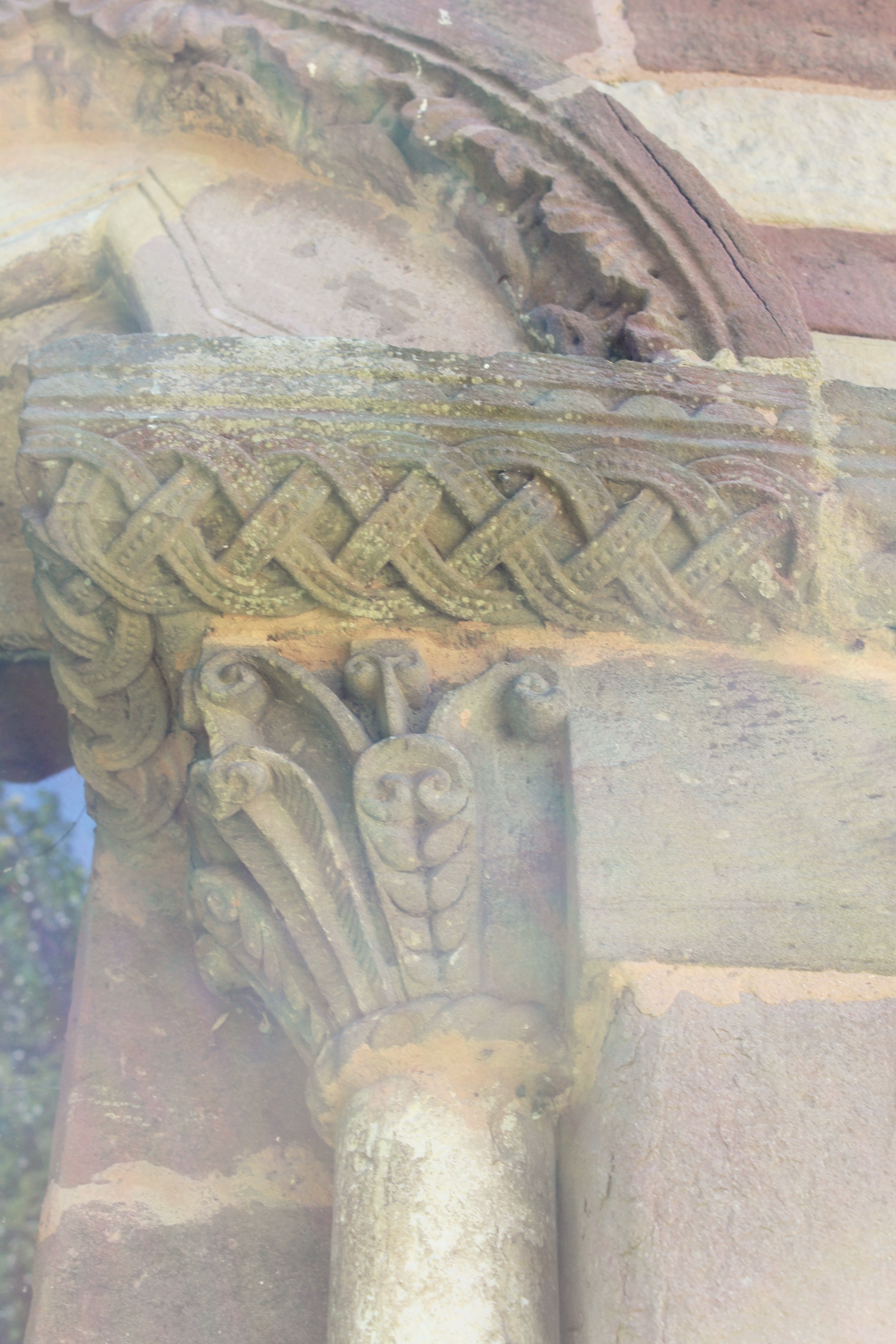
Capitel e imposta derecha

Las impostas que se alzan sobre cada capitel tienen distinta decoración y están muy trabajadas. La del lado izquierdo está decorada con un «cordón con puntas de diamante» que asemeja a una guirnalda de la que cuelgan seis adornos vegetales, que podrían ser frutos, y son todos distintos. La decoración es semejante a la de la imposta interior del lado izquierdo de la puerta a occidente. La imposta de la derecha está decorada también con dos filas de «cordón de puntas de diamante» sinusoidales simétricas que se cruzan en el punto de inflexión de ambas. Esta figura también está presente en una imposta de la ventana del ábside de Santa María de Sebrayo y en un capitel de la puerta al sur del Santuario de la Virgen de Lugás.

#### Los capiteles
Los dos capiteles son muy similares y están decorados con motivos vegetales muy estilizados y con una gran calidad en la talla. Ambos son muy parecidos a los dos capiteles del pórtico principal, al oeste, que fueron calcinados en el incendio que se produjo en 1936 pero se conservan fotografías anteriores a él, realizadas por el historiador asturiano Magín Berenguer. Forman una sola pieza con los machones de la ventana. El mismo detalle constructivo ocurre con las basas.

### Fachada al norte

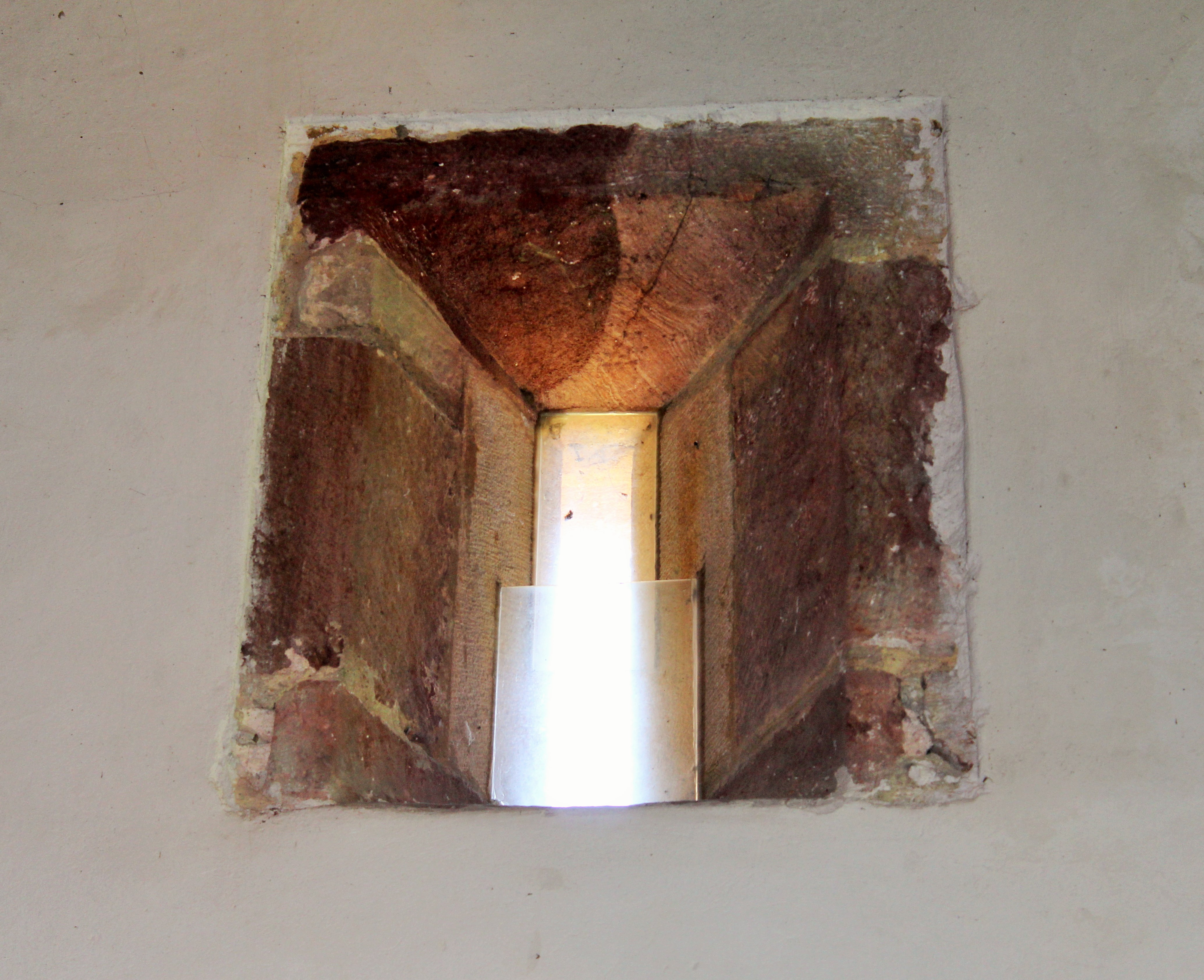
Ventana al norte.

Es la más sencilla de todas las que componen el recinto y solo tiene una pequeña ventana a bastante altura en la zona próxima al presbiterio. Aparte de cualquier otra explicación, se observa que en la inmensa mayoría de los templos de Asturias ocurre lo mismo y no tiene otra razón más lógica que el clima. En esta región, los vientos dominantes, las tormentas y las lluvias azotadas por los vientos tienen prácticamente todo el año un importante componente norte y resultaba muy incómodo para la feligresía estar expuesta a estas vicisitudes. Por otro lado, el aspecto artístico se vería muy afectado por las condiciones anteriores. Por último, entraría en el templo una gran cantidad de aire, generalmente frío, que haría costosísima la calefacción del templo.
Según la opinión de algunos expertos, la última rehabilitación del templo, en 1992, tiene partes de las caras norte y sur poco afortunadas por haber dejado las piedras y la argamasa «demasiado bien» de tal manera que no imitan a las zonas toscas de las partes antiguas de estas caras, unido a que los muros exteriores iban tomando un color rojizo, color que antes de la restauración no tenía, y que era debido al tipo de arena empleado. Lo que más alarmó a los vecinos fue la puerta corredera que se instaló tras el pórtico de la gloria ya que desentonaba su modernidad con la antigüedad del templo, aparte de que dificultaba mucho la estancia de los fieles situados al fondo de la iglesia.

### El interior de la iglesia

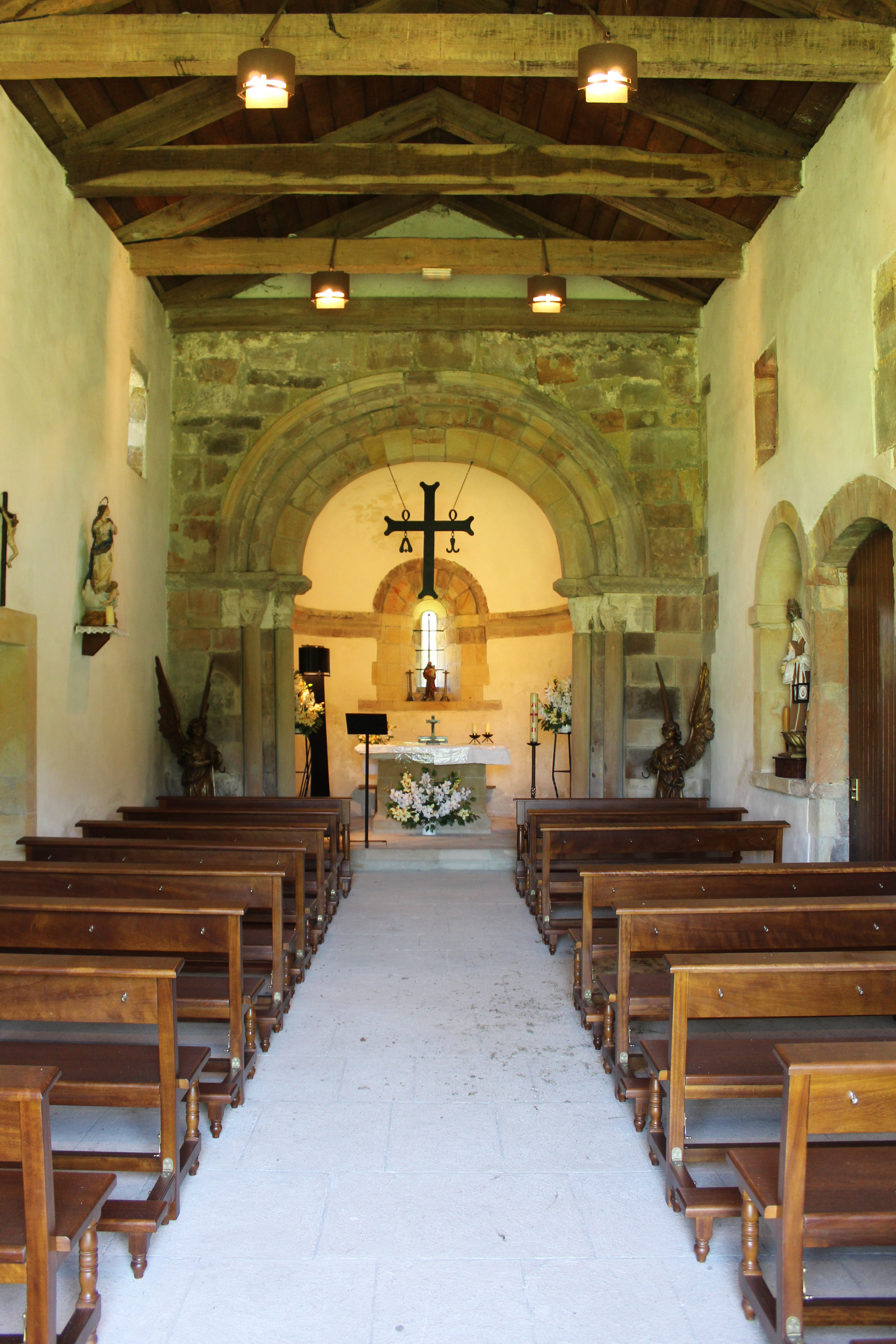
Interior del templo con nave única.

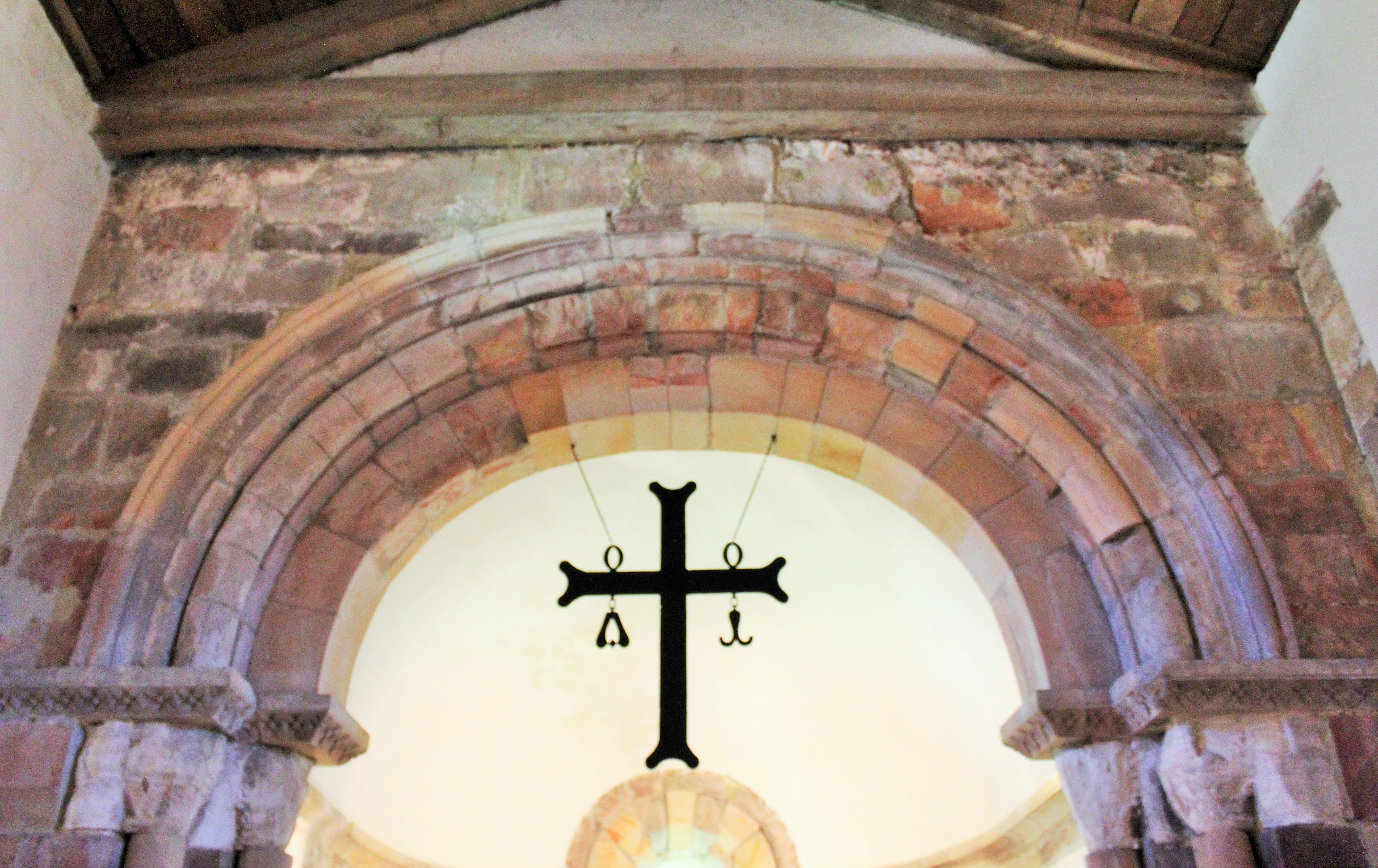
Arco presbiteral con los capiteles muy deteriorados a causa de un incendio en 1936.

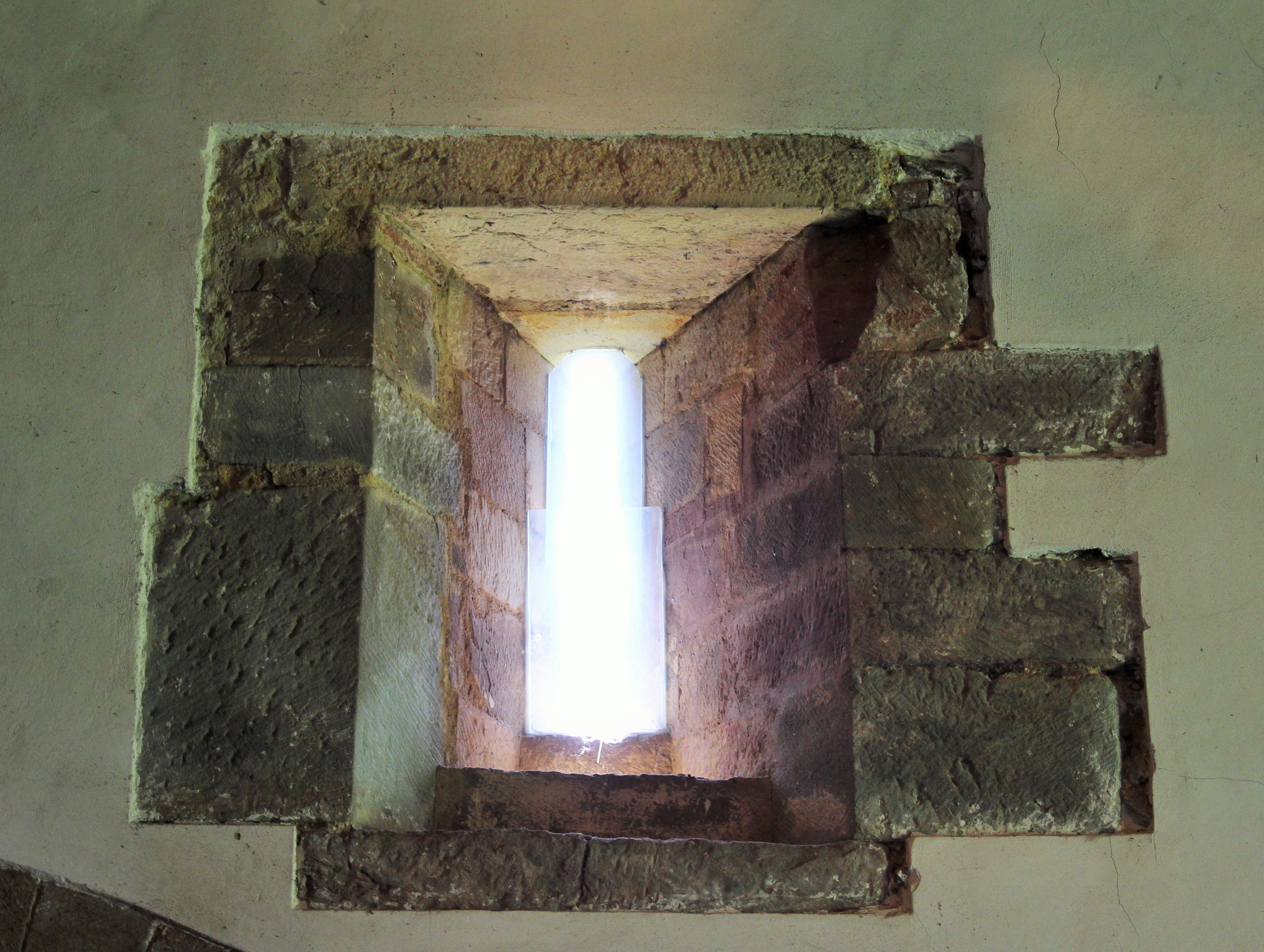
Ventana al sur.

Quedan pocos restos, y de escaso valor, de la época románica de la iglesia. Una parte del pórtico principal al oeste y sus capiteles desaparecieron en casi su totalidad en el incendio que sufrió en octubre de 1936. Sin embargo, se conservan las fotografías tomadas por Magín Berenguer de cómo eran estos elementos antes del incendio, y otras en la casa de los Fernández Vega y copias de estas en el archivo parroquial actual. Estas muestran el gran parecido con los de la ventana del ábside y prácticamente idénticos a los existentes en la iglesia de San Andrés de Bedriñana, lo que facilitaría mucho una reconstrucción muy parecida a los originales.
La iglesia tiene cuatro ventanas, una abierta al norte y tres al sur de diferentes tamaños, así como diferentes alturas lo que puede ser un indicio de que fueran abiertas en diferentes épocas para mejorar la iluminación natural del interior. El presbiterio tiene planta semicircular y un tramo recto, como se puede observar en el exterior del ábside, que está reforzado mediante sillería en el muro perimetral correspondiente. La ventana que tiene está rematada por un arco de medio punto abocinado de la cual sale una pieza pétrea con forma de cuarto de esfera cóncava y asegura la estabilidad de la bóveda que es de medio cañón en la parte recta y de cuarto de esfera en la zona semicircular.
Por la parte interior, se observa en la puerta al oeste que está rematada mediante un «arco doblado» al igual que en la puerta al sur, si bien en esta solo un arco tiene esta forma.
Todavía se conserva la primitiva pila bautismal, que está ubicada en la nueva iglesia parroquial desde 1943, en el momento en que se empezaron los actos litúrgicos en esta parroquia. Está formada por dos piezas pero están encastradas de tal forma que parece ser de una sola y es de buena calidad y proporciones adecuadas. Tiene 820 mm de alto y 62 mm de diámetro de copa. La base sobre la que está apoyada es de factura posterior ya que su tipo de talla de la piedra así lo pone de manifiesto. No tiene adornos tallados ni inscripción, solamente hay unos cilindros tallados en la copa de la pila.
La nave era de muy escasas dimensiones pues en el año 1726 se hizo la siguiente advertencia:

«...había cinco bancos a los lados, en que se sientan los vecinos, y otro más en medio del cuerpo de la iglesia y muy próximo a la Capilla Mayor, con dos órdenes de asiento. Que dicha Capilla Mayor y cuerpo de la iglesia es muy estrecho, por cuya razón no se puede poner el gentío donde se debe, cuando hay cuerpo presente, que se ladee dicho banco a la parte que mejor se acomode o se saque de la iglesia, dentro de ocho días, pena de mil reales.»

Estos trabajos los tuvieron que hacer el cura y un obrero ya que el pueblo no hizo caso del mandato.

## Padronazgos
La historia en la Edad Moderna de San Esteban de Aramil tiene lugar durante los siglos XVI, XVII y XVIII. Como en la mayoría de los templos de la época, se desarrollaban y crecían gracias a padronazgos, tanto religiosos como laicos. En el libro del dean de la Catedral de Oviedo del año 1585 se describen los celleros y curatos que tienen parte en esta iglesia. En la fecha citada el curato tenía cuatro patronos, dos de ellos eran eclesiásticos y los otros laicos. Más adelante Diego de Argüelles, que era patrón de esta iglesia, lo donó al convento de la Vega el 27 de octubre de 1598 por lo que este pasó a ser otro de los patronos. En documentos de fechas posteriores aparecen seis «voces» —patronos— de las cuales tres correspondían a distintos estamentos eclesiales como son el cabildo de Oviedo, y los citados Monasterios de Valdediós y el convento de la Vega; de las tres voces laicas, dos pertenecían a la familia Vigil y una al Conde de la Vega.

## Obras llevadas a cabo

### Reedificación de la iglesia
Según consta en el acta de la visita de personas de la Catedral de Oviedo, llevada a cabo en 1691 para que los mayordomos y vecinos rindieran cuentas, antes de esa fecha se llevó a cabo una reedificación en la que se gastaron los escasos bienes existentes en aquel momento. El importe total de las obras, reflejado en el acta antes indicada, ascendió a 1157 reales. Esta cifra de por sí ya indica que las obras fueron de una entidad importante; los trabajos de cantería ascendieron a 550 reales y los de carpintería a 253 reales. También se empleó una cantidad menor en pequeñas obras auxiliares.
Las obras se realizaron en el interior de la iglesia y consistieron en abrir unos huecos en distintos sitios de las paredes. El suelo era de tierra y se hacían los enterramientos en él. En el año 1726 se manda que «se terraplene y arrase el suelo de la iglesia», lo que permite suponer que era bastante incómodo para los asistentes a ella.

### Obras en el pórtico
Las primeras referencias al pórtico se tienen a causa de unas obras que se realizaron en él en 1708 ya que viene reflejado en el Libro de fábrica de la iglesia donde se menciona que el 14 de octubre se emplearon en la «composición de la puerta del Cavildo, 6 reales».

### En la iglesia románica
A partir de la segunda mitad del siglo XVII y hasta el siglo XIX se llevaron a cabo una serie de obras en la iglesia que están documentadas en el Libro de Fábrica de la iglesia en la que participaron diversos especialistas en el arte románico, lo que muestra el especial cuidado del obispado en mantener debidamente este edificio románico. También están documentadas las visitas anuales que realizaban personas del propio obispado para que se mantuviera el templo en las debidas condiciones para que se llevasen a cabo los actos religiosos de culto que correspondiesen.

### Obras modernas
A partir del siglo XIX se realizaron diversas intervenciones de mejora en la iglesia. En 1858 se quitaron los altares colaterales y se volvieron a armar mejorándolos sensiblemente; se hicieron dos bancos con respaldo para la Capilla Mayor y se cambió el púlpito de sitio. También se hicieron dos peanas y un bastidor por un importe de 382,26 reales y una piedra para la pila bautismal que costó 120 reales.
En el año 1863 la iglesia fue abovedada y se le puso una techumbre nueva. También se doró el último cuerpo del retablo mayor y se pintaron y restauraron las imágenes que estaban en los dos nichos existentes. Las obras que se hicieron, así como el coste de ellas, se reflejan en la siguiente frase:

«Importó levantar el techo de la Yglesia, volver a asentarle, acharle Vigas maestras, tigeras, y Cabrios —Hacer las Bovedas y el Carcor— incluso las maderas, Clavos, yeso, jornales delos carpinteros y Albañil. 3.410 reales.»

El año siguiente, en 1864, se pusieron baldosas a toda la iglesia y el coste de esta obra ascendió, incluidas las baldosas, la cal y la arena, así como los jornales, a 454 reales. En 1878 se hicieron dos confesonarios de fábrica empotrados en el muro perimetral y se puso suelo de baldosa a la zona que ocupaba la pila bautismal, obras que ascendieron a 1047 reales.
Más recientemente, durante la guerra civil el templo fue incendiado, concretamente el 20 de octubre de 1936, y el pintor e historiador Magín Berenguer la restauró durante el verano de 1969. En 1975 se llevaron a cabo obras de restauración interiores como fue dotar de solado al templo y a la zona del altar bajo la dirección del arquitecto Joaquín Suárez Pérez, cuyo proyecto se conserva en el archivo municipal de Siero, en Pola de Siero en la caja n.º 8587. Más adelante, en el año 1985, fueron los vecinos los que se encargaron del enlosado del interior y de poner un nuevo altar. Por último, se restauró en el año 1992 mediante el proyecto que fue muy protestado por el vecindario de la iglesia tal y como se indicó anteriormente al describir la fachada norte.

## Sacerdotes que ejercieron de párrocos o sustitutos
Los siguientes sacerdotes prestaron sus servicio en esta parroquia como cura propio, cura interino, teniente cura, cura auxiliar o cura sustituto. En ciertos periodos se solapan los nombres de algunos de ellos ya que podían ser destinados a otras parroquias y volver más tarde a esta.
- Pedro Johan (1385-1386)
- Diego Fernández del Olmedal (1570)
- Gabriel de la Felguera (1571)
- Sánchez Valdés (1643-1668)
- Juan de la Vega (1669)
- Juan Cote (1670-1695)
- Mathias Sánchez Valdés (1696-1698)
- Sebastián Vigil Argüelles (1698-1721)
- Thorivio Suárez (1710)
- Francisco Rodríguez Camino (1721-1761)
- Antonio Porveco de la Buelga(1759)
- Bernardo Sánchez (1759)
- Phelipe Rodríguez Ania (1760-1771)
- Manuel de Vigil Ramírez (1762)
- Thorivio Corujedo Pérez (1760-1771)
- Francisco Rodríguez Baldibares (1771-1783)
- Juan Rodríguez Aramil (1773)
- Francisco Vigil (1783-1802)
- Francisco Rodríguez (1798-1800)
- Thorivio Martínez (1798)
- Josef la Villa (1802)
- Manuel Rodríguez (1802)
- José Suárez (1802)
- Juan García Tuñón (1802-1803)
- Francisco Alonso Vigil (1804-1847)
- Antonio Noval Camino (1848-1891)
- Valentín Alonso (1888-1891)
- Víctor Carbajal Sánchez (1890)
- Valentín Alonso García (1891)
- Eduardo Rodríguez Arbasú (1981)
- Severino Marrón Menéndez (1891-1893)
- José García Álvarez (1894-1902)
- Severino Valdés F. Cocañín (1902)
- Eugenio Fernández Canteli (1902-1909)
- José María García Riva (1937-1938)
- Celino Rodríguez (1938-1955)
- Eusebio Álvarez Llamas (1955-1961)
- Ramón del Fueyo Antuña (1961)
- Alejandro Fresno Fresno (1961)
- Félix Rodríguez Villar (1961-1983)
- Belisario González Pérez (1983-1985)
- Fernando Tolivar Faes (1981-1985)
- Cecilio Díaz González (1985-1986)
- José Ramón Fernández Méndez (1985-1986)
- Jesús Avelino Blasco Velasco (1990-1992)

## Vocaciones sacerdotales y religiosas
La parroquia de San Esteban de Aramil fue una fuente de abundantes vocaciones religiosas lo cual es de destacar debido a que se trata de una parroquia pequeña, rural, aislada y con el vecindario disperso. Una muestra de ellas son las siguientes: fray Joaquín de Ania, religioso cisterciense que nació a mediados del siglo XVII; Vicente del Camino, sacerdote que vivió en el último tercio del siglo XVII; Gerónimo de Nosti de Valdés que nació en 1646 y fue obispo de La Habana, en Cuba; Diego Rodríguez, sacerdote, fundó la capilla del Espíritu Santo en Aramil el 5 de abril de 1688; Manuel Rodríguez, sacerdote, del que se sabe que falleció el 4 de diciembre de 1708; Diego Rodríguez de Aramil, sacerdote y sobrino del anterior citado, que vivió a finales del siglo XVII y principios del siglo XVIII; fray Joaquín Fonseca Álvarez, sacerdote dominico que fue bautizado el 10 de noviembre de 1822, doctor en filología y teología, vicerrector de la Universidad de Manila y procurador general de la orden dominicana así como otros veinticuatro más documentados.